# Règle des 50 coups
Aux échecs, la règle des cinquante coups est une règle qui dispose qu'un des joueurs peut obtenir la partie nulle si cinquante coups se sont écoulés depuis la dernière capture ou la dernière poussée d'un pion. La motivation de cette règle est de prévoir un terme à une partie au cas où l'un des joueurs continuerait à jouer indéfiniment sans progresser vers un mat. Toutes les finales gagnantes habituelles peuvent aboutir à un mat en moins de 50 coups.
Au cours du XXe siècle, avec la découverte de certaines finales qui ne peuvent être gagnées qu'en plus de 50 coups avec le meilleur jeu, la règle a été modifiée pour inclure certaines exceptions où 100 coups étaient alors autorisés. En 1992, la Fédération internationale des échecs a cependant aboli ces exceptions et réinstauré la règle des 50 coups dans tous les cas. Depuis 2014, la partie est automatiquement déclarée nulle après 75 coups écoulés depuis la dernière capture ou la dernière poussée d'un pion.

## Règle du jeu
La règle des 50 coups est exprimée à l'article 9.3 des règles du jeu de la FIDE :
9.3 La partie est nulle, sur une demande correcte du joueur ayant le trait, si :
a) il écrit son coup sur sa feuille de partie et déclare à l’arbitre son intention de jouer ce coup ayant pour conséquence que les 50 derniers coups consécutifs ont été exécutés par chacun des joueurs sans mouvement de pion ni aucune prise de pièce, ou
b) les 50 derniers coups consécutifs ont été joués par chacun des joueurs sans le mouvement d’aucun pion et sans aucune prise de pièce.
Le coup visé en a) ne peut pas être une capture ou un mouvement de pion. La demande peut être faite à n'importe quel moment où les conditions sont réunies, et pas seulement à la première apparition d'une telle position.
La partie n'est pas automatiquement nulle quand une telle condition apparaît : elle doit faire l'objet d'une demande explicite de l'un des joueurs, et sa validité constatée par l'arbitre. En théorie, une partie pouvait se poursuivre indéfiniment si aucun des joueurs ne faisait la demande, et pour autant que la cadence de jeu le permette. Cependant, ce cas ne se rencontre pas en pratique, l'un des joueurs étant toujours prompt à faire cette demande (Hooper et Whyld 1992). Cependant, depuis 2014, la partie est nulle après 75 coups sans mouvement de pion ni aucune prise de pièce : l'arbitre peut donc intervenir pour déclarer la partie nulle.
Les parties déclarées nulles à la suite de l'application de la règle sont rares. Un exemple est la partie Filipowicz - Smederevac, Polanica-Zdrój (mémorial Rubinstein) 1966, déclarée nulle au 70e coup, sans aucune capture effectuée dans la partie et un dernier coup de pion au 20e coup. Dans la partie Pouw - Van Dort, Oegstgeest 2005, les Noirs obtiennent la nulle au 69e coup, ce qui constitue la partie de tournoi connue la plus courte où cette règle est appliquée.

## Exemples

### En partie officielle
|   | a | b | c | d | e | f | g | h |   |
| 8 | Roi noir sur case blanche e6 · Roi blanc sur case blanche b5 · Fou blanc sur case noire c5 · Tour noire sur case noire h4 · Tour blanche sur case noire g3 | Roi noir sur case blanche e6 · Roi blanc sur case blanche b5 · Fou blanc sur case noire c5 · Tour noire sur case noire h4 · Tour blanche sur case noire g3 | Roi noir sur case blanche e6 · Roi blanc sur case blanche b5 · Fou blanc sur case noire c5 · Tour noire sur case noire h4 · Tour blanche sur case noire g3 | Roi noir sur case blanche e6 · Roi blanc sur case blanche b5 · Fou blanc sur case noire c5 · Tour noire sur case noire h4 · Tour blanche sur case noire g3 | Roi noir sur case blanche e6 · Roi blanc sur case blanche b5 · Fou blanc sur case noire c5 · Tour noire sur case noire h4 · Tour blanche sur case noire g3 | Roi noir sur case blanche e6 · Roi blanc sur case blanche b5 · Fou blanc sur case noire c5 · Tour noire sur case noire h4 · Tour blanche sur case noire g3 | Roi noir sur case blanche e6 · Roi blanc sur case blanche b5 · Fou blanc sur case noire c5 · Tour noire sur case noire h4 · Tour blanche sur case noire g3 | Roi noir sur case blanche e6 · Roi blanc sur case blanche b5 · Fou blanc sur case noire c5 · Tour noire sur case noire h4 · Tour blanche sur case noire g3 | 8 |
| 7 | Roi noir sur case blanche e6 · Roi blanc sur case blanche b5 · Fou blanc sur case noire c5 · Tour noire sur case noire h4 · Tour blanche sur case noire g3 | Roi noir sur case blanche e6 · Roi blanc sur case blanche b5 · Fou blanc sur case noire c5 · Tour noire sur case noire h4 · Tour blanche sur case noire g3 | Roi noir sur case blanche e6 · Roi blanc sur case blanche b5 · Fou blanc sur case noire c5 · Tour noire sur case noire h4 · Tour blanche sur case noire g3 | Roi noir sur case blanche e6 · Roi blanc sur case blanche b5 · Fou blanc sur case noire c5 · Tour noire sur case noire h4 · Tour blanche sur case noire g3 | Roi noir sur case blanche e6 · Roi blanc sur case blanche b5 · Fou blanc sur case noire c5 · Tour noire sur case noire h4 · Tour blanche sur case noire g3 | Roi noir sur case blanche e6 · Roi blanc sur case blanche b5 · Fou blanc sur case noire c5 · Tour noire sur case noire h4 · Tour blanche sur case noire g3 | Roi noir sur case blanche e6 · Roi blanc sur case blanche b5 · Fou blanc sur case noire c5 · Tour noire sur case noire h4 · Tour blanche sur case noire g3 | Roi noir sur case blanche e6 · Roi blanc sur case blanche b5 · Fou blanc sur case noire c5 · Tour noire sur case noire h4 · Tour blanche sur case noire g3 | 7 |
| 6 | Roi noir sur case blanche e6 · Roi blanc sur case blanche b5 · Fou blanc sur case noire c5 · Tour noire sur case noire h4 · Tour blanche sur case noire g3 | Roi noir sur case blanche e6 · Roi blanc sur case blanche b5 · Fou blanc sur case noire c5 · Tour noire sur case noire h4 · Tour blanche sur case noire g3 | Roi noir sur case blanche e6 · Roi blanc sur case blanche b5 · Fou blanc sur case noire c5 · Tour noire sur case noire h4 · Tour blanche sur case noire g3 | Roi noir sur case blanche e6 · Roi blanc sur case blanche b5 · Fou blanc sur case noire c5 · Tour noire sur case noire h4 · Tour blanche sur case noire g3 | Roi noir sur case blanche e6 · Roi blanc sur case blanche b5 · Fou blanc sur case noire c5 · Tour noire sur case noire h4 · Tour blanche sur case noire g3 | Roi noir sur case blanche e6 · Roi blanc sur case blanche b5 · Fou blanc sur case noire c5 · Tour noire sur case noire h4 · Tour blanche sur case noire g3 | Roi noir sur case blanche e6 · Roi blanc sur case blanche b5 · Fou blanc sur case noire c5 · Tour noire sur case noire h4 · Tour blanche sur case noire g3 | Roi noir sur case blanche e6 · Roi blanc sur case blanche b5 · Fou blanc sur case noire c5 · Tour noire sur case noire h4 · Tour blanche sur case noire g3 | 6 |
| 5 | Roi noir sur case blanche e6 · Roi blanc sur case blanche b5 · Fou blanc sur case noire c5 · Tour noire sur case noire h4 · Tour blanche sur case noire g3 | Roi noir sur case blanche e6 · Roi blanc sur case blanche b5 · Fou blanc sur case noire c5 · Tour noire sur case noire h4 · Tour blanche sur case noire g3 | Roi noir sur case blanche e6 · Roi blanc sur case blanche b5 · Fou blanc sur case noire c5 · Tour noire sur case noire h4 · Tour blanche sur case noire g3 | Roi noir sur case blanche e6 · Roi blanc sur case blanche b5 · Fou blanc sur case noire c5 · Tour noire sur case noire h4 · Tour blanche sur case noire g3 | Roi noir sur case blanche e6 · Roi blanc sur case blanche b5 · Fou blanc sur case noire c5 · Tour noire sur case noire h4 · Tour blanche sur case noire g3 | Roi noir sur case blanche e6 · Roi blanc sur case blanche b5 · Fou blanc sur case noire c5 · Tour noire sur case noire h4 · Tour blanche sur case noire g3 | Roi noir sur case blanche e6 · Roi blanc sur case blanche b5 · Fou blanc sur case noire c5 · Tour noire sur case noire h4 · Tour blanche sur case noire g3 | Roi noir sur case blanche e6 · Roi blanc sur case blanche b5 · Fou blanc sur case noire c5 · Tour noire sur case noire h4 · Tour blanche sur case noire g3 | 5 |
| 4 | Roi noir sur case blanche e6 · Roi blanc sur case blanche b5 · Fou blanc sur case noire c5 · Tour noire sur case noire h4 · Tour blanche sur case noire g3 | Roi noir sur case blanche e6 · Roi blanc sur case blanche b5 · Fou blanc sur case noire c5 · Tour noire sur case noire h4 · Tour blanche sur case noire g3 | Roi noir sur case blanche e6 · Roi blanc sur case blanche b5 · Fou blanc sur case noire c5 · Tour noire sur case noire h4 · Tour blanche sur case noire g3 | Roi noir sur case blanche e6 · Roi blanc sur case blanche b5 · Fou blanc sur case noire c5 · Tour noire sur case noire h4 · Tour blanche sur case noire g3 | Roi noir sur case blanche e6 · Roi blanc sur case blanche b5 · Fou blanc sur case noire c5 · Tour noire sur case noire h4 · Tour blanche sur case noire g3 | Roi noir sur case blanche e6 · Roi blanc sur case blanche b5 · Fou blanc sur case noire c5 · Tour noire sur case noire h4 · Tour blanche sur case noire g3 | Roi noir sur case blanche e6 · Roi blanc sur case blanche b5 · Fou blanc sur case noire c5 · Tour noire sur case noire h4 · Tour blanche sur case noire g3 | Roi noir sur case blanche e6 · Roi blanc sur case blanche b5 · Fou blanc sur case noire c5 · Tour noire sur case noire h4 · Tour blanche sur case noire g3 | 4 |
| 3 | Roi noir sur case blanche e6 · Roi blanc sur case blanche b5 · Fou blanc sur case noire c5 · Tour noire sur case noire h4 · Tour blanche sur case noire g3 | Roi noir sur case blanche e6 · Roi blanc sur case blanche b5 · Fou blanc sur case noire c5 · Tour noire sur case noire h4 · Tour blanche sur case noire g3 | Roi noir sur case blanche e6 · Roi blanc sur case blanche b5 · Fou blanc sur case noire c5 · Tour noire sur case noire h4 · Tour blanche sur case noire g3 | Roi noir sur case blanche e6 · Roi blanc sur case blanche b5 · Fou blanc sur case noire c5 · Tour noire sur case noire h4 · Tour blanche sur case noire g3 | Roi noir sur case blanche e6 · Roi blanc sur case blanche b5 · Fou blanc sur case noire c5 · Tour noire sur case noire h4 · Tour blanche sur case noire g3 | Roi noir sur case blanche e6 · Roi blanc sur case blanche b5 · Fou blanc sur case noire c5 · Tour noire sur case noire h4 · Tour blanche sur case noire g3 | Roi noir sur case blanche e6 · Roi blanc sur case blanche b5 · Fou blanc sur case noire c5 · Tour noire sur case noire h4 · Tour blanche sur case noire g3 | Roi noir sur case blanche e6 · Roi blanc sur case blanche b5 · Fou blanc sur case noire c5 · Tour noire sur case noire h4 · Tour blanche sur case noire g3 | 3 |
| 2 | Roi noir sur case blanche e6 · Roi blanc sur case blanche b5 · Fou blanc sur case noire c5 · Tour noire sur case noire h4 · Tour blanche sur case noire g3 | Roi noir sur case blanche e6 · Roi blanc sur case blanche b5 · Fou blanc sur case noire c5 · Tour noire sur case noire h4 · Tour blanche sur case noire g3 | Roi noir sur case blanche e6 · Roi blanc sur case blanche b5 · Fou blanc sur case noire c5 · Tour noire sur case noire h4 · Tour blanche sur case noire g3 | Roi noir sur case blanche e6 · Roi blanc sur case blanche b5 · Fou blanc sur case noire c5 · Tour noire sur case noire h4 · Tour blanche sur case noire g3 | Roi noir sur case blanche e6 · Roi blanc sur case blanche b5 · Fou blanc sur case noire c5 · Tour noire sur case noire h4 · Tour blanche sur case noire g3 | Roi noir sur case blanche e6 · Roi blanc sur case blanche b5 · Fou blanc sur case noire c5 · Tour noire sur case noire h4 · Tour blanche sur case noire g3 | Roi noir sur case blanche e6 · Roi blanc sur case blanche b5 · Fou blanc sur case noire c5 · Tour noire sur case noire h4 · Tour blanche sur case noire g3 | Roi noir sur case blanche e6 · Roi blanc sur case blanche b5 · Fou blanc sur case noire c5 · Tour noire sur case noire h4 · Tour blanche sur case noire g3 | 2 |
| 1 | Roi noir sur case blanche e6 · Roi blanc sur case blanche b5 · Fou blanc sur case noire c5 · Tour noire sur case noire h4 · Tour blanche sur case noire g3 | Roi noir sur case blanche e6 · Roi blanc sur case blanche b5 · Fou blanc sur case noire c5 · Tour noire sur case noire h4 · Tour blanche sur case noire g3 | Roi noir sur case blanche e6 · Roi blanc sur case blanche b5 · Fou blanc sur case noire c5 · Tour noire sur case noire h4 · Tour blanche sur case noire g3 | Roi noir sur case blanche e6 · Roi blanc sur case blanche b5 · Fou blanc sur case noire c5 · Tour noire sur case noire h4 · Tour blanche sur case noire g3 | Roi noir sur case blanche e6 · Roi blanc sur case blanche b5 · Fou blanc sur case noire c5 · Tour noire sur case noire h4 · Tour blanche sur case noire g3 | Roi noir sur case blanche e6 · Roi blanc sur case blanche b5 · Fou blanc sur case noire c5 · Tour noire sur case noire h4 · Tour blanche sur case noire g3 | Roi noir sur case blanche e6 · Roi blanc sur case blanche b5 · Fou blanc sur case noire c5 · Tour noire sur case noire h4 · Tour blanche sur case noire g3 | Roi noir sur case blanche e6 · Roi blanc sur case blanche b5 · Fou blanc sur case noire c5 · Tour noire sur case noire h4 · Tour blanche sur case noire g3 | 1 |
|   | a | b | c | d | e | f | g | h |   |

|   | a | b | c | d | e | f | g | h |   |
| 8 | Roi noir sur case blanche h7 · Roi blanc sur case blanche f5 · Tour blanche sur case noire g5 · Tour noire sur case noire b4 · Fou blanc sur case noire f4 | Roi noir sur case blanche h7 · Roi blanc sur case blanche f5 · Tour blanche sur case noire g5 · Tour noire sur case noire b4 · Fou blanc sur case noire f4 | Roi noir sur case blanche h7 · Roi blanc sur case blanche f5 · Tour blanche sur case noire g5 · Tour noire sur case noire b4 · Fou blanc sur case noire f4 | Roi noir sur case blanche h7 · Roi blanc sur case blanche f5 · Tour blanche sur case noire g5 · Tour noire sur case noire b4 · Fou blanc sur case noire f4 | Roi noir sur case blanche h7 · Roi blanc sur case blanche f5 · Tour blanche sur case noire g5 · Tour noire sur case noire b4 · Fou blanc sur case noire f4 | Roi noir sur case blanche h7 · Roi blanc sur case blanche f5 · Tour blanche sur case noire g5 · Tour noire sur case noire b4 · Fou blanc sur case noire f4 | Roi noir sur case blanche h7 · Roi blanc sur case blanche f5 · Tour blanche sur case noire g5 · Tour noire sur case noire b4 · Fou blanc sur case noire f4 | Roi noir sur case blanche h7 · Roi blanc sur case blanche f5 · Tour blanche sur case noire g5 · Tour noire sur case noire b4 · Fou blanc sur case noire f4 | 8 |
| 7 | Roi noir sur case blanche h7 · Roi blanc sur case blanche f5 · Tour blanche sur case noire g5 · Tour noire sur case noire b4 · Fou blanc sur case noire f4 | Roi noir sur case blanche h7 · Roi blanc sur case blanche f5 · Tour blanche sur case noire g5 · Tour noire sur case noire b4 · Fou blanc sur case noire f4 | Roi noir sur case blanche h7 · Roi blanc sur case blanche f5 · Tour blanche sur case noire g5 · Tour noire sur case noire b4 · Fou blanc sur case noire f4 | Roi noir sur case blanche h7 · Roi blanc sur case blanche f5 · Tour blanche sur case noire g5 · Tour noire sur case noire b4 · Fou blanc sur case noire f4 | Roi noir sur case blanche h7 · Roi blanc sur case blanche f5 · Tour blanche sur case noire g5 · Tour noire sur case noire b4 · Fou blanc sur case noire f4 | Roi noir sur case blanche h7 · Roi blanc sur case blanche f5 · Tour blanche sur case noire g5 · Tour noire sur case noire b4 · Fou blanc sur case noire f4 | Roi noir sur case blanche h7 · Roi blanc sur case blanche f5 · Tour blanche sur case noire g5 · Tour noire sur case noire b4 · Fou blanc sur case noire f4 | Roi noir sur case blanche h7 · Roi blanc sur case blanche f5 · Tour blanche sur case noire g5 · Tour noire sur case noire b4 · Fou blanc sur case noire f4 | 7 |
| 6 | Roi noir sur case blanche h7 · Roi blanc sur case blanche f5 · Tour blanche sur case noire g5 · Tour noire sur case noire b4 · Fou blanc sur case noire f4 | Roi noir sur case blanche h7 · Roi blanc sur case blanche f5 · Tour blanche sur case noire g5 · Tour noire sur case noire b4 · Fou blanc sur case noire f4 | Roi noir sur case blanche h7 · Roi blanc sur case blanche f5 · Tour blanche sur case noire g5 · Tour noire sur case noire b4 · Fou blanc sur case noire f4 | Roi noir sur case blanche h7 · Roi blanc sur case blanche f5 · Tour blanche sur case noire g5 · Tour noire sur case noire b4 · Fou blanc sur case noire f4 | Roi noir sur case blanche h7 · Roi blanc sur case blanche f5 · Tour blanche sur case noire g5 · Tour noire sur case noire b4 · Fou blanc sur case noire f4 | Roi noir sur case blanche h7 · Roi blanc sur case blanche f5 · Tour blanche sur case noire g5 · Tour noire sur case noire b4 · Fou blanc sur case noire f4 | Roi noir sur case blanche h7 · Roi blanc sur case blanche f5 · Tour blanche sur case noire g5 · Tour noire sur case noire b4 · Fou blanc sur case noire f4 | Roi noir sur case blanche h7 · Roi blanc sur case blanche f5 · Tour blanche sur case noire g5 · Tour noire sur case noire b4 · Fou blanc sur case noire f4 | 6 |
| 5 | Roi noir sur case blanche h7 · Roi blanc sur case blanche f5 · Tour blanche sur case noire g5 · Tour noire sur case noire b4 · Fou blanc sur case noire f4 | Roi noir sur case blanche h7 · Roi blanc sur case blanche f5 · Tour blanche sur case noire g5 · Tour noire sur case noire b4 · Fou blanc sur case noire f4 | Roi noir sur case blanche h7 · Roi blanc sur case blanche f5 · Tour blanche sur case noire g5 · Tour noire sur case noire b4 · Fou blanc sur case noire f4 | Roi noir sur case blanche h7 · Roi blanc sur case blanche f5 · Tour blanche sur case noire g5 · Tour noire sur case noire b4 · Fou blanc sur case noire f4 | Roi noir sur case blanche h7 · Roi blanc sur case blanche f5 · Tour blanche sur case noire g5 · Tour noire sur case noire b4 · Fou blanc sur case noire f4 | Roi noir sur case blanche h7 · Roi blanc sur case blanche f5 · Tour blanche sur case noire g5 · Tour noire sur case noire b4 · Fou blanc sur case noire f4 | Roi noir sur case blanche h7 · Roi blanc sur case blanche f5 · Tour blanche sur case noire g5 · Tour noire sur case noire b4 · Fou blanc sur case noire f4 | Roi noir sur case blanche h7 · Roi blanc sur case blanche f5 · Tour blanche sur case noire g5 · Tour noire sur case noire b4 · Fou blanc sur case noire f4 | 5 |
| 4 | Roi noir sur case blanche h7 · Roi blanc sur case blanche f5 · Tour blanche sur case noire g5 · Tour noire sur case noire b4 · Fou blanc sur case noire f4 | Roi noir sur case blanche h7 · Roi blanc sur case blanche f5 · Tour blanche sur case noire g5 · Tour noire sur case noire b4 · Fou blanc sur case noire f4 | Roi noir sur case blanche h7 · Roi blanc sur case blanche f5 · Tour blanche sur case noire g5 · Tour noire sur case noire b4 · Fou blanc sur case noire f4 | Roi noir sur case blanche h7 · Roi blanc sur case blanche f5 · Tour blanche sur case noire g5 · Tour noire sur case noire b4 · Fou blanc sur case noire f4 | Roi noir sur case blanche h7 · Roi blanc sur case blanche f5 · Tour blanche sur case noire g5 · Tour noire sur case noire b4 · Fou blanc sur case noire f4 | Roi noir sur case blanche h7 · Roi blanc sur case blanche f5 · Tour blanche sur case noire g5 · Tour noire sur case noire b4 · Fou blanc sur case noire f4 | Roi noir sur case blanche h7 · Roi blanc sur case blanche f5 · Tour blanche sur case noire g5 · Tour noire sur case noire b4 · Fou blanc sur case noire f4 | Roi noir sur case blanche h7 · Roi blanc sur case blanche f5 · Tour blanche sur case noire g5 · Tour noire sur case noire b4 · Fou blanc sur case noire f4 | 4 |
| 3 | Roi noir sur case blanche h7 · Roi blanc sur case blanche f5 · Tour blanche sur case noire g5 · Tour noire sur case noire b4 · Fou blanc sur case noire f4 | Roi noir sur case blanche h7 · Roi blanc sur case blanche f5 · Tour blanche sur case noire g5 · Tour noire sur case noire b4 · Fou blanc sur case noire f4 | Roi noir sur case blanche h7 · Roi blanc sur case blanche f5 · Tour blanche sur case noire g5 · Tour noire sur case noire b4 · Fou blanc sur case noire f4 | Roi noir sur case blanche h7 · Roi blanc sur case blanche f5 · Tour blanche sur case noire g5 · Tour noire sur case noire b4 · Fou blanc sur case noire f4 | Roi noir sur case blanche h7 · Roi blanc sur case blanche f5 · Tour blanche sur case noire g5 · Tour noire sur case noire b4 · Fou blanc sur case noire f4 | Roi noir sur case blanche h7 · Roi blanc sur case blanche f5 · Tour blanche sur case noire g5 · Tour noire sur case noire b4 · Fou blanc sur case noire f4 | Roi noir sur case blanche h7 · Roi blanc sur case blanche f5 · Tour blanche sur case noire g5 · Tour noire sur case noire b4 · Fou blanc sur case noire f4 | Roi noir sur case blanche h7 · Roi blanc sur case blanche f5 · Tour blanche sur case noire g5 · Tour noire sur case noire b4 · Fou blanc sur case noire f4 | 3 |
| 2 | Roi noir sur case blanche h7 · Roi blanc sur case blanche f5 · Tour blanche sur case noire g5 · Tour noire sur case noire b4 · Fou blanc sur case noire f4 | Roi noir sur case blanche h7 · Roi blanc sur case blanche f5 · Tour blanche sur case noire g5 · Tour noire sur case noire b4 · Fou blanc sur case noire f4 | Roi noir sur case blanche h7 · Roi blanc sur case blanche f5 · Tour blanche sur case noire g5 · Tour noire sur case noire b4 · Fou blanc sur case noire f4 | Roi noir sur case blanche h7 · Roi blanc sur case blanche f5 · Tour blanche sur case noire g5 · Tour noire sur case noire b4 · Fou blanc sur case noire f4 | Roi noir sur case blanche h7 · Roi blanc sur case blanche f5 · Tour blanche sur case noire g5 · Tour noire sur case noire b4 · Fou blanc sur case noire f4 | Roi noir sur case blanche h7 · Roi blanc sur case blanche f5 · Tour blanche sur case noire g5 · Tour noire sur case noire b4 · Fou blanc sur case noire f4 | Roi noir sur case blanche h7 · Roi blanc sur case blanche f5 · Tour blanche sur case noire g5 · Tour noire sur case noire b4 · Fou blanc sur case noire f4 | Roi noir sur case blanche h7 · Roi blanc sur case blanche f5 · Tour blanche sur case noire g5 · Tour noire sur case noire b4 · Fou blanc sur case noire f4 | 2 |
| 1 | Roi noir sur case blanche h7 · Roi blanc sur case blanche f5 · Tour blanche sur case noire g5 · Tour noire sur case noire b4 · Fou blanc sur case noire f4 | Roi noir sur case blanche h7 · Roi blanc sur case blanche f5 · Tour blanche sur case noire g5 · Tour noire sur case noire b4 · Fou blanc sur case noire f4 | Roi noir sur case blanche h7 · Roi blanc sur case blanche f5 · Tour blanche sur case noire g5 · Tour noire sur case noire b4 · Fou blanc sur case noire f4 | Roi noir sur case blanche h7 · Roi blanc sur case blanche f5 · Tour blanche sur case noire g5 · Tour noire sur case noire b4 · Fou blanc sur case noire f4 | Roi noir sur case blanche h7 · Roi blanc sur case blanche f5 · Tour blanche sur case noire g5 · Tour noire sur case noire b4 · Fou blanc sur case noire f4 | Roi noir sur case blanche h7 · Roi blanc sur case blanche f5 · Tour blanche sur case noire g5 · Tour noire sur case noire b4 · Fou blanc sur case noire f4 | Roi noir sur case blanche h7 · Roi blanc sur case blanche f5 · Tour blanche sur case noire g5 · Tour noire sur case noire b4 · Fou blanc sur case noire f4 | Roi noir sur case blanche h7 · Roi blanc sur case blanche f5 · Tour blanche sur case noire g5 · Tour noire sur case noire b4 · Fou blanc sur case noire f4 | 1 |
|   | a | b | c | d | e | f | g | h |   |

Dans cette partie de 1995 entre Jan Timman et Christopher Lutz, une finale avec tour et fou contre tour s'est produite. Les Blancs tentent d'aboutir à la position de Philidor, un gain théorique, tandis que les Noirs emploient la défense Cochrane et la défense de la 2e rangée. Les Noirs se sont défendus correctement dans cette position difficile et auraient pu réclamer la nulle au 119e coup. Lutz remarque qu'il demande la nulle au 121e coup, alors que son dernier coup est perdant (Lutz 1999).
|   | a | b | c | d | e | f | g | h |   |
| 8 | Tour noire sur case noire d8 · Fou blanc sur case blanche c6 · Roi noir sur case noire f6 · Cavalier blanc sur case noire f4 · Roi blanc sur case noire h4 · Cavalier blanc sur case blanche d3 | Tour noire sur case noire d8 · Fou blanc sur case blanche c6 · Roi noir sur case noire f6 · Cavalier blanc sur case noire f4 · Roi blanc sur case noire h4 · Cavalier blanc sur case blanche d3 | Tour noire sur case noire d8 · Fou blanc sur case blanche c6 · Roi noir sur case noire f6 · Cavalier blanc sur case noire f4 · Roi blanc sur case noire h4 · Cavalier blanc sur case blanche d3 | Tour noire sur case noire d8 · Fou blanc sur case blanche c6 · Roi noir sur case noire f6 · Cavalier blanc sur case noire f4 · Roi blanc sur case noire h4 · Cavalier blanc sur case blanche d3 | Tour noire sur case noire d8 · Fou blanc sur case blanche c6 · Roi noir sur case noire f6 · Cavalier blanc sur case noire f4 · Roi blanc sur case noire h4 · Cavalier blanc sur case blanche d3 | Tour noire sur case noire d8 · Fou blanc sur case blanche c6 · Roi noir sur case noire f6 · Cavalier blanc sur case noire f4 · Roi blanc sur case noire h4 · Cavalier blanc sur case blanche d3 | Tour noire sur case noire d8 · Fou blanc sur case blanche c6 · Roi noir sur case noire f6 · Cavalier blanc sur case noire f4 · Roi blanc sur case noire h4 · Cavalier blanc sur case blanche d3 | Tour noire sur case noire d8 · Fou blanc sur case blanche c6 · Roi noir sur case noire f6 · Cavalier blanc sur case noire f4 · Roi blanc sur case noire h4 · Cavalier blanc sur case blanche d3 | 8 |
| 7 | Tour noire sur case noire d8 · Fou blanc sur case blanche c6 · Roi noir sur case noire f6 · Cavalier blanc sur case noire f4 · Roi blanc sur case noire h4 · Cavalier blanc sur case blanche d3 | Tour noire sur case noire d8 · Fou blanc sur case blanche c6 · Roi noir sur case noire f6 · Cavalier blanc sur case noire f4 · Roi blanc sur case noire h4 · Cavalier blanc sur case blanche d3 | Tour noire sur case noire d8 · Fou blanc sur case blanche c6 · Roi noir sur case noire f6 · Cavalier blanc sur case noire f4 · Roi blanc sur case noire h4 · Cavalier blanc sur case blanche d3 | Tour noire sur case noire d8 · Fou blanc sur case blanche c6 · Roi noir sur case noire f6 · Cavalier blanc sur case noire f4 · Roi blanc sur case noire h4 · Cavalier blanc sur case blanche d3 | Tour noire sur case noire d8 · Fou blanc sur case blanche c6 · Roi noir sur case noire f6 · Cavalier blanc sur case noire f4 · Roi blanc sur case noire h4 · Cavalier blanc sur case blanche d3 | Tour noire sur case noire d8 · Fou blanc sur case blanche c6 · Roi noir sur case noire f6 · Cavalier blanc sur case noire f4 · Roi blanc sur case noire h4 · Cavalier blanc sur case blanche d3 | Tour noire sur case noire d8 · Fou blanc sur case blanche c6 · Roi noir sur case noire f6 · Cavalier blanc sur case noire f4 · Roi blanc sur case noire h4 · Cavalier blanc sur case blanche d3 | Tour noire sur case noire d8 · Fou blanc sur case blanche c6 · Roi noir sur case noire f6 · Cavalier blanc sur case noire f4 · Roi blanc sur case noire h4 · Cavalier blanc sur case blanche d3 | 7 |
| 6 | Tour noire sur case noire d8 · Fou blanc sur case blanche c6 · Roi noir sur case noire f6 · Cavalier blanc sur case noire f4 · Roi blanc sur case noire h4 · Cavalier blanc sur case blanche d3 | Tour noire sur case noire d8 · Fou blanc sur case blanche c6 · Roi noir sur case noire f6 · Cavalier blanc sur case noire f4 · Roi blanc sur case noire h4 · Cavalier blanc sur case blanche d3 | Tour noire sur case noire d8 · Fou blanc sur case blanche c6 · Roi noir sur case noire f6 · Cavalier blanc sur case noire f4 · Roi blanc sur case noire h4 · Cavalier blanc sur case blanche d3 | Tour noire sur case noire d8 · Fou blanc sur case blanche c6 · Roi noir sur case noire f6 · Cavalier blanc sur case noire f4 · Roi blanc sur case noire h4 · Cavalier blanc sur case blanche d3 | Tour noire sur case noire d8 · Fou blanc sur case blanche c6 · Roi noir sur case noire f6 · Cavalier blanc sur case noire f4 · Roi blanc sur case noire h4 · Cavalier blanc sur case blanche d3 | Tour noire sur case noire d8 · Fou blanc sur case blanche c6 · Roi noir sur case noire f6 · Cavalier blanc sur case noire f4 · Roi blanc sur case noire h4 · Cavalier blanc sur case blanche d3 | Tour noire sur case noire d8 · Fou blanc sur case blanche c6 · Roi noir sur case noire f6 · Cavalier blanc sur case noire f4 · Roi blanc sur case noire h4 · Cavalier blanc sur case blanche d3 | Tour noire sur case noire d8 · Fou blanc sur case blanche c6 · Roi noir sur case noire f6 · Cavalier blanc sur case noire f4 · Roi blanc sur case noire h4 · Cavalier blanc sur case blanche d3 | 6 |
| 5 | Tour noire sur case noire d8 · Fou blanc sur case blanche c6 · Roi noir sur case noire f6 · Cavalier blanc sur case noire f4 · Roi blanc sur case noire h4 · Cavalier blanc sur case blanche d3 | Tour noire sur case noire d8 · Fou blanc sur case blanche c6 · Roi noir sur case noire f6 · Cavalier blanc sur case noire f4 · Roi blanc sur case noire h4 · Cavalier blanc sur case blanche d3 | Tour noire sur case noire d8 · Fou blanc sur case blanche c6 · Roi noir sur case noire f6 · Cavalier blanc sur case noire f4 · Roi blanc sur case noire h4 · Cavalier blanc sur case blanche d3 | Tour noire sur case noire d8 · Fou blanc sur case blanche c6 · Roi noir sur case noire f6 · Cavalier blanc sur case noire f4 · Roi blanc sur case noire h4 · Cavalier blanc sur case blanche d3 | Tour noire sur case noire d8 · Fou blanc sur case blanche c6 · Roi noir sur case noire f6 · Cavalier blanc sur case noire f4 · Roi blanc sur case noire h4 · Cavalier blanc sur case blanche d3 | Tour noire sur case noire d8 · Fou blanc sur case blanche c6 · Roi noir sur case noire f6 · Cavalier blanc sur case noire f4 · Roi blanc sur case noire h4 · Cavalier blanc sur case blanche d3 | Tour noire sur case noire d8 · Fou blanc sur case blanche c6 · Roi noir sur case noire f6 · Cavalier blanc sur case noire f4 · Roi blanc sur case noire h4 · Cavalier blanc sur case blanche d3 | Tour noire sur case noire d8 · Fou blanc sur case blanche c6 · Roi noir sur case noire f6 · Cavalier blanc sur case noire f4 · Roi blanc sur case noire h4 · Cavalier blanc sur case blanche d3 | 5 |
| 4 | Tour noire sur case noire d8 · Fou blanc sur case blanche c6 · Roi noir sur case noire f6 · Cavalier blanc sur case noire f4 · Roi blanc sur case noire h4 · Cavalier blanc sur case blanche d3 | Tour noire sur case noire d8 · Fou blanc sur case blanche c6 · Roi noir sur case noire f6 · Cavalier blanc sur case noire f4 · Roi blanc sur case noire h4 · Cavalier blanc sur case blanche d3 | Tour noire sur case noire d8 · Fou blanc sur case blanche c6 · Roi noir sur case noire f6 · Cavalier blanc sur case noire f4 · Roi blanc sur case noire h4 · Cavalier blanc sur case blanche d3 | Tour noire sur case noire d8 · Fou blanc sur case blanche c6 · Roi noir sur case noire f6 · Cavalier blanc sur case noire f4 · Roi blanc sur case noire h4 · Cavalier blanc sur case blanche d3 | Tour noire sur case noire d8 · Fou blanc sur case blanche c6 · Roi noir sur case noire f6 · Cavalier blanc sur case noire f4 · Roi blanc sur case noire h4 · Cavalier blanc sur case blanche d3 | Tour noire sur case noire d8 · Fou blanc sur case blanche c6 · Roi noir sur case noire f6 · Cavalier blanc sur case noire f4 · Roi blanc sur case noire h4 · Cavalier blanc sur case blanche d3 | Tour noire sur case noire d8 · Fou blanc sur case blanche c6 · Roi noir sur case noire f6 · Cavalier blanc sur case noire f4 · Roi blanc sur case noire h4 · Cavalier blanc sur case blanche d3 | Tour noire sur case noire d8 · Fou blanc sur case blanche c6 · Roi noir sur case noire f6 · Cavalier blanc sur case noire f4 · Roi blanc sur case noire h4 · Cavalier blanc sur case blanche d3 | 4 |
| 3 | Tour noire sur case noire d8 · Fou blanc sur case blanche c6 · Roi noir sur case noire f6 · Cavalier blanc sur case noire f4 · Roi blanc sur case noire h4 · Cavalier blanc sur case blanche d3 | Tour noire sur case noire d8 · Fou blanc sur case blanche c6 · Roi noir sur case noire f6 · Cavalier blanc sur case noire f4 · Roi blanc sur case noire h4 · Cavalier blanc sur case blanche d3 | Tour noire sur case noire d8 · Fou blanc sur case blanche c6 · Roi noir sur case noire f6 · Cavalier blanc sur case noire f4 · Roi blanc sur case noire h4 · Cavalier blanc sur case blanche d3 | Tour noire sur case noire d8 · Fou blanc sur case blanche c6 · Roi noir sur case noire f6 · Cavalier blanc sur case noire f4 · Roi blanc sur case noire h4 · Cavalier blanc sur case blanche d3 | Tour noire sur case noire d8 · Fou blanc sur case blanche c6 · Roi noir sur case noire f6 · Cavalier blanc sur case noire f4 · Roi blanc sur case noire h4 · Cavalier blanc sur case blanche d3 | Tour noire sur case noire d8 · Fou blanc sur case blanche c6 · Roi noir sur case noire f6 · Cavalier blanc sur case noire f4 · Roi blanc sur case noire h4 · Cavalier blanc sur case blanche d3 | Tour noire sur case noire d8 · Fou blanc sur case blanche c6 · Roi noir sur case noire f6 · Cavalier blanc sur case noire f4 · Roi blanc sur case noire h4 · Cavalier blanc sur case blanche d3 | Tour noire sur case noire d8 · Fou blanc sur case blanche c6 · Roi noir sur case noire f6 · Cavalier blanc sur case noire f4 · Roi blanc sur case noire h4 · Cavalier blanc sur case blanche d3 | 3 |
| 2 | Tour noire sur case noire d8 · Fou blanc sur case blanche c6 · Roi noir sur case noire f6 · Cavalier blanc sur case noire f4 · Roi blanc sur case noire h4 · Cavalier blanc sur case blanche d3 | Tour noire sur case noire d8 · Fou blanc sur case blanche c6 · Roi noir sur case noire f6 · Cavalier blanc sur case noire f4 · Roi blanc sur case noire h4 · Cavalier blanc sur case blanche d3 | Tour noire sur case noire d8 · Fou blanc sur case blanche c6 · Roi noir sur case noire f6 · Cavalier blanc sur case noire f4 · Roi blanc sur case noire h4 · Cavalier blanc sur case blanche d3 | Tour noire sur case noire d8 · Fou blanc sur case blanche c6 · Roi noir sur case noire f6 · Cavalier blanc sur case noire f4 · Roi blanc sur case noire h4 · Cavalier blanc sur case blanche d3 | Tour noire sur case noire d8 · Fou blanc sur case blanche c6 · Roi noir sur case noire f6 · Cavalier blanc sur case noire f4 · Roi blanc sur case noire h4 · Cavalier blanc sur case blanche d3 | Tour noire sur case noire d8 · Fou blanc sur case blanche c6 · Roi noir sur case noire f6 · Cavalier blanc sur case noire f4 · Roi blanc sur case noire h4 · Cavalier blanc sur case blanche d3 | Tour noire sur case noire d8 · Fou blanc sur case blanche c6 · Roi noir sur case noire f6 · Cavalier blanc sur case noire f4 · Roi blanc sur case noire h4 · Cavalier blanc sur case blanche d3 | Tour noire sur case noire d8 · Fou blanc sur case blanche c6 · Roi noir sur case noire f6 · Cavalier blanc sur case noire f4 · Roi blanc sur case noire h4 · Cavalier blanc sur case blanche d3 | 2 |
| 1 | Tour noire sur case noire d8 · Fou blanc sur case blanche c6 · Roi noir sur case noire f6 · Cavalier blanc sur case noire f4 · Roi blanc sur case noire h4 · Cavalier blanc sur case blanche d3 | Tour noire sur case noire d8 · Fou blanc sur case blanche c6 · Roi noir sur case noire f6 · Cavalier blanc sur case noire f4 · Roi blanc sur case noire h4 · Cavalier blanc sur case blanche d3 | Tour noire sur case noire d8 · Fou blanc sur case blanche c6 · Roi noir sur case noire f6 · Cavalier blanc sur case noire f4 · Roi blanc sur case noire h4 · Cavalier blanc sur case blanche d3 | Tour noire sur case noire d8 · Fou blanc sur case blanche c6 · Roi noir sur case noire f6 · Cavalier blanc sur case noire f4 · Roi blanc sur case noire h4 · Cavalier blanc sur case blanche d3 | Tour noire sur case noire d8 · Fou blanc sur case blanche c6 · Roi noir sur case noire f6 · Cavalier blanc sur case noire f4 · Roi blanc sur case noire h4 · Cavalier blanc sur case blanche d3 | Tour noire sur case noire d8 · Fou blanc sur case blanche c6 · Roi noir sur case noire f6 · Cavalier blanc sur case noire f4 · Roi blanc sur case noire h4 · Cavalier blanc sur case blanche d3 | Tour noire sur case noire d8 · Fou blanc sur case blanche c6 · Roi noir sur case noire f6 · Cavalier blanc sur case noire f4 · Roi blanc sur case noire h4 · Cavalier blanc sur case blanche d3 | Tour noire sur case noire d8 · Fou blanc sur case blanche c6 · Roi noir sur case noire f6 · Cavalier blanc sur case noire f4 · Roi blanc sur case noire h4 · Cavalier blanc sur case blanche d3 | 1 |
|   | a | b | c | d | e | f | g | h |   |

|   | a | b | c | d | e | f | g | h |   |
| 8 | Roi noir sur case noire h8 · Cavalier blanc sur case noire e7 · Cavalier blanc sur case blanche e6 · Roi blanc sur case noire f6 · Fou blanc sur case blanche f5 · Tour noire sur case noire a1 | Roi noir sur case noire h8 · Cavalier blanc sur case noire e7 · Cavalier blanc sur case blanche e6 · Roi blanc sur case noire f6 · Fou blanc sur case blanche f5 · Tour noire sur case noire a1 | Roi noir sur case noire h8 · Cavalier blanc sur case noire e7 · Cavalier blanc sur case blanche e6 · Roi blanc sur case noire f6 · Fou blanc sur case blanche f5 · Tour noire sur case noire a1 | Roi noir sur case noire h8 · Cavalier blanc sur case noire e7 · Cavalier blanc sur case blanche e6 · Roi blanc sur case noire f6 · Fou blanc sur case blanche f5 · Tour noire sur case noire a1 | Roi noir sur case noire h8 · Cavalier blanc sur case noire e7 · Cavalier blanc sur case blanche e6 · Roi blanc sur case noire f6 · Fou blanc sur case blanche f5 · Tour noire sur case noire a1 | Roi noir sur case noire h8 · Cavalier blanc sur case noire e7 · Cavalier blanc sur case blanche e6 · Roi blanc sur case noire f6 · Fou blanc sur case blanche f5 · Tour noire sur case noire a1 | Roi noir sur case noire h8 · Cavalier blanc sur case noire e7 · Cavalier blanc sur case blanche e6 · Roi blanc sur case noire f6 · Fou blanc sur case blanche f5 · Tour noire sur case noire a1 | Roi noir sur case noire h8 · Cavalier blanc sur case noire e7 · Cavalier blanc sur case blanche e6 · Roi blanc sur case noire f6 · Fou blanc sur case blanche f5 · Tour noire sur case noire a1 | 8 |
| 7 | Roi noir sur case noire h8 · Cavalier blanc sur case noire e7 · Cavalier blanc sur case blanche e6 · Roi blanc sur case noire f6 · Fou blanc sur case blanche f5 · Tour noire sur case noire a1 | Roi noir sur case noire h8 · Cavalier blanc sur case noire e7 · Cavalier blanc sur case blanche e6 · Roi blanc sur case noire f6 · Fou blanc sur case blanche f5 · Tour noire sur case noire a1 | Roi noir sur case noire h8 · Cavalier blanc sur case noire e7 · Cavalier blanc sur case blanche e6 · Roi blanc sur case noire f6 · Fou blanc sur case blanche f5 · Tour noire sur case noire a1 | Roi noir sur case noire h8 · Cavalier blanc sur case noire e7 · Cavalier blanc sur case blanche e6 · Roi blanc sur case noire f6 · Fou blanc sur case blanche f5 · Tour noire sur case noire a1 | Roi noir sur case noire h8 · Cavalier blanc sur case noire e7 · Cavalier blanc sur case blanche e6 · Roi blanc sur case noire f6 · Fou blanc sur case blanche f5 · Tour noire sur case noire a1 | Roi noir sur case noire h8 · Cavalier blanc sur case noire e7 · Cavalier blanc sur case blanche e6 · Roi blanc sur case noire f6 · Fou blanc sur case blanche f5 · Tour noire sur case noire a1 | Roi noir sur case noire h8 · Cavalier blanc sur case noire e7 · Cavalier blanc sur case blanche e6 · Roi blanc sur case noire f6 · Fou blanc sur case blanche f5 · Tour noire sur case noire a1 | Roi noir sur case noire h8 · Cavalier blanc sur case noire e7 · Cavalier blanc sur case blanche e6 · Roi blanc sur case noire f6 · Fou blanc sur case blanche f5 · Tour noire sur case noire a1 | 7 |
| 6 | Roi noir sur case noire h8 · Cavalier blanc sur case noire e7 · Cavalier blanc sur case blanche e6 · Roi blanc sur case noire f6 · Fou blanc sur case blanche f5 · Tour noire sur case noire a1 | Roi noir sur case noire h8 · Cavalier blanc sur case noire e7 · Cavalier blanc sur case blanche e6 · Roi blanc sur case noire f6 · Fou blanc sur case blanche f5 · Tour noire sur case noire a1 | Roi noir sur case noire h8 · Cavalier blanc sur case noire e7 · Cavalier blanc sur case blanche e6 · Roi blanc sur case noire f6 · Fou blanc sur case blanche f5 · Tour noire sur case noire a1 | Roi noir sur case noire h8 · Cavalier blanc sur case noire e7 · Cavalier blanc sur case blanche e6 · Roi blanc sur case noire f6 · Fou blanc sur case blanche f5 · Tour noire sur case noire a1 | Roi noir sur case noire h8 · Cavalier blanc sur case noire e7 · Cavalier blanc sur case blanche e6 · Roi blanc sur case noire f6 · Fou blanc sur case blanche f5 · Tour noire sur case noire a1 | Roi noir sur case noire h8 · Cavalier blanc sur case noire e7 · Cavalier blanc sur case blanche e6 · Roi blanc sur case noire f6 · Fou blanc sur case blanche f5 · Tour noire sur case noire a1 | Roi noir sur case noire h8 · Cavalier blanc sur case noire e7 · Cavalier blanc sur case blanche e6 · Roi blanc sur case noire f6 · Fou blanc sur case blanche f5 · Tour noire sur case noire a1 | Roi noir sur case noire h8 · Cavalier blanc sur case noire e7 · Cavalier blanc sur case blanche e6 · Roi blanc sur case noire f6 · Fou blanc sur case blanche f5 · Tour noire sur case noire a1 | 6 |
| 5 | Roi noir sur case noire h8 · Cavalier blanc sur case noire e7 · Cavalier blanc sur case blanche e6 · Roi blanc sur case noire f6 · Fou blanc sur case blanche f5 · Tour noire sur case noire a1 | Roi noir sur case noire h8 · Cavalier blanc sur case noire e7 · Cavalier blanc sur case blanche e6 · Roi blanc sur case noire f6 · Fou blanc sur case blanche f5 · Tour noire sur case noire a1 | Roi noir sur case noire h8 · Cavalier blanc sur case noire e7 · Cavalier blanc sur case blanche e6 · Roi blanc sur case noire f6 · Fou blanc sur case blanche f5 · Tour noire sur case noire a1 | Roi noir sur case noire h8 · Cavalier blanc sur case noire e7 · Cavalier blanc sur case blanche e6 · Roi blanc sur case noire f6 · Fou blanc sur case blanche f5 · Tour noire sur case noire a1 | Roi noir sur case noire h8 · Cavalier blanc sur case noire e7 · Cavalier blanc sur case blanche e6 · Roi blanc sur case noire f6 · Fou blanc sur case blanche f5 · Tour noire sur case noire a1 | Roi noir sur case noire h8 · Cavalier blanc sur case noire e7 · Cavalier blanc sur case blanche e6 · Roi blanc sur case noire f6 · Fou blanc sur case blanche f5 · Tour noire sur case noire a1 | Roi noir sur case noire h8 · Cavalier blanc sur case noire e7 · Cavalier blanc sur case blanche e6 · Roi blanc sur case noire f6 · Fou blanc sur case blanche f5 · Tour noire sur case noire a1 | Roi noir sur case noire h8 · Cavalier blanc sur case noire e7 · Cavalier blanc sur case blanche e6 · Roi blanc sur case noire f6 · Fou blanc sur case blanche f5 · Tour noire sur case noire a1 | 5 |
| 4 | Roi noir sur case noire h8 · Cavalier blanc sur case noire e7 · Cavalier blanc sur case blanche e6 · Roi blanc sur case noire f6 · Fou blanc sur case blanche f5 · Tour noire sur case noire a1 | Roi noir sur case noire h8 · Cavalier blanc sur case noire e7 · Cavalier blanc sur case blanche e6 · Roi blanc sur case noire f6 · Fou blanc sur case blanche f5 · Tour noire sur case noire a1 | Roi noir sur case noire h8 · Cavalier blanc sur case noire e7 · Cavalier blanc sur case blanche e6 · Roi blanc sur case noire f6 · Fou blanc sur case blanche f5 · Tour noire sur case noire a1 | Roi noir sur case noire h8 · Cavalier blanc sur case noire e7 · Cavalier blanc sur case blanche e6 · Roi blanc sur case noire f6 · Fou blanc sur case blanche f5 · Tour noire sur case noire a1 | Roi noir sur case noire h8 · Cavalier blanc sur case noire e7 · Cavalier blanc sur case blanche e6 · Roi blanc sur case noire f6 · Fou blanc sur case blanche f5 · Tour noire sur case noire a1 | Roi noir sur case noire h8 · Cavalier blanc sur case noire e7 · Cavalier blanc sur case blanche e6 · Roi blanc sur case noire f6 · Fou blanc sur case blanche f5 · Tour noire sur case noire a1 | Roi noir sur case noire h8 · Cavalier blanc sur case noire e7 · Cavalier blanc sur case blanche e6 · Roi blanc sur case noire f6 · Fou blanc sur case blanche f5 · Tour noire sur case noire a1 | Roi noir sur case noire h8 · Cavalier blanc sur case noire e7 · Cavalier blanc sur case blanche e6 · Roi blanc sur case noire f6 · Fou blanc sur case blanche f5 · Tour noire sur case noire a1 | 4 |
| 3 | Roi noir sur case noire h8 · Cavalier blanc sur case noire e7 · Cavalier blanc sur case blanche e6 · Roi blanc sur case noire f6 · Fou blanc sur case blanche f5 · Tour noire sur case noire a1 | Roi noir sur case noire h8 · Cavalier blanc sur case noire e7 · Cavalier blanc sur case blanche e6 · Roi blanc sur case noire f6 · Fou blanc sur case blanche f5 · Tour noire sur case noire a1 | Roi noir sur case noire h8 · Cavalier blanc sur case noire e7 · Cavalier blanc sur case blanche e6 · Roi blanc sur case noire f6 · Fou blanc sur case blanche f5 · Tour noire sur case noire a1 | Roi noir sur case noire h8 · Cavalier blanc sur case noire e7 · Cavalier blanc sur case blanche e6 · Roi blanc sur case noire f6 · Fou blanc sur case blanche f5 · Tour noire sur case noire a1 | Roi noir sur case noire h8 · Cavalier blanc sur case noire e7 · Cavalier blanc sur case blanche e6 · Roi blanc sur case noire f6 · Fou blanc sur case blanche f5 · Tour noire sur case noire a1 | Roi noir sur case noire h8 · Cavalier blanc sur case noire e7 · Cavalier blanc sur case blanche e6 · Roi blanc sur case noire f6 · Fou blanc sur case blanche f5 · Tour noire sur case noire a1 | Roi noir sur case noire h8 · Cavalier blanc sur case noire e7 · Cavalier blanc sur case blanche e6 · Roi blanc sur case noire f6 · Fou blanc sur case blanche f5 · Tour noire sur case noire a1 | Roi noir sur case noire h8 · Cavalier blanc sur case noire e7 · Cavalier blanc sur case blanche e6 · Roi blanc sur case noire f6 · Fou blanc sur case blanche f5 · Tour noire sur case noire a1 | 3 |
| 2 | Roi noir sur case noire h8 · Cavalier blanc sur case noire e7 · Cavalier blanc sur case blanche e6 · Roi blanc sur case noire f6 · Fou blanc sur case blanche f5 · Tour noire sur case noire a1 | Roi noir sur case noire h8 · Cavalier blanc sur case noire e7 · Cavalier blanc sur case blanche e6 · Roi blanc sur case noire f6 · Fou blanc sur case blanche f5 · Tour noire sur case noire a1 | Roi noir sur case noire h8 · Cavalier blanc sur case noire e7 · Cavalier blanc sur case blanche e6 · Roi blanc sur case noire f6 · Fou blanc sur case blanche f5 · Tour noire sur case noire a1 | Roi noir sur case noire h8 · Cavalier blanc sur case noire e7 · Cavalier blanc sur case blanche e6 · Roi blanc sur case noire f6 · Fou blanc sur case blanche f5 · Tour noire sur case noire a1 | Roi noir sur case noire h8 · Cavalier blanc sur case noire e7 · Cavalier blanc sur case blanche e6 · Roi blanc sur case noire f6 · Fou blanc sur case blanche f5 · Tour noire sur case noire a1 | Roi noir sur case noire h8 · Cavalier blanc sur case noire e7 · Cavalier blanc sur case blanche e6 · Roi blanc sur case noire f6 · Fou blanc sur case blanche f5 · Tour noire sur case noire a1 | Roi noir sur case noire h8 · Cavalier blanc sur case noire e7 · Cavalier blanc sur case blanche e6 · Roi blanc sur case noire f6 · Fou blanc sur case blanche f5 · Tour noire sur case noire a1 | Roi noir sur case noire h8 · Cavalier blanc sur case noire e7 · Cavalier blanc sur case blanche e6 · Roi blanc sur case noire f6 · Fou blanc sur case blanche f5 · Tour noire sur case noire a1 | 2 |
| 1 | Roi noir sur case noire h8 · Cavalier blanc sur case noire e7 · Cavalier blanc sur case blanche e6 · Roi blanc sur case noire f6 · Fou blanc sur case blanche f5 · Tour noire sur case noire a1 | Roi noir sur case noire h8 · Cavalier blanc sur case noire e7 · Cavalier blanc sur case blanche e6 · Roi blanc sur case noire f6 · Fou blanc sur case blanche f5 · Tour noire sur case noire a1 | Roi noir sur case noire h8 · Cavalier blanc sur case noire e7 · Cavalier blanc sur case blanche e6 · Roi blanc sur case noire f6 · Fou blanc sur case blanche f5 · Tour noire sur case noire a1 | Roi noir sur case noire h8 · Cavalier blanc sur case noire e7 · Cavalier blanc sur case blanche e6 · Roi blanc sur case noire f6 · Fou blanc sur case blanche f5 · Tour noire sur case noire a1 | Roi noir sur case noire h8 · Cavalier blanc sur case noire e7 · Cavalier blanc sur case blanche e6 · Roi blanc sur case noire f6 · Fou blanc sur case blanche f5 · Tour noire sur case noire a1 | Roi noir sur case noire h8 · Cavalier blanc sur case noire e7 · Cavalier blanc sur case blanche e6 · Roi blanc sur case noire f6 · Fou blanc sur case blanche f5 · Tour noire sur case noire a1 | Roi noir sur case noire h8 · Cavalier blanc sur case noire e7 · Cavalier blanc sur case blanche e6 · Roi blanc sur case noire f6 · Fou blanc sur case blanche f5 · Tour noire sur case noire a1 | Roi noir sur case noire h8 · Cavalier blanc sur case noire e7 · Cavalier blanc sur case blanche e6 · Roi blanc sur case noire f6 · Fou blanc sur case blanche f5 · Tour noire sur case noire a1 | 1 |
|   | a | b | c | d | e | f | g | h |   |

Une nulle en vertu de la règle des 50 coups aurait pu être réclamée après le 112e coup des Noirs dans cette partie de 1991 entre Anatoli Karpov et Garry Kasparov, mais aucun des deux joueurs n'en fit la demande. La dernière capture survient au 63e coup, et elle suit le dernier coup de pion. En application de la règle 9.3, les Blancs auraient pu écrire leur 113e coup et réclamer la nulle. Après le 113e coup blanc, chacun des deux joueurs pouvait réclamer la nulle à son tour le jeu, sans avoir à écrire son coup au préalable. La partie s'est cependant poursuivie :
113. Cg5 Ta6+
114. Rf7 Tf6+
115. ½-½
Le coup 115. Rxf6 aboutit à un pat. Si 115. Re8 Txf5 116.Cxf5 la position est une nulle évidente, car les deux cavaliers ne peuvent pas forcer un gain.
|   | a | b | c | d | e | f | g | h |   |
| 8 | Tour noire sur case blanche f7 · Roi blanc sur case blanche e4 · Tour blanche sur case blanche b3 · Fou noir sur case noire g3 · Roi noir sur case blanche g2 | Tour noire sur case blanche f7 · Roi blanc sur case blanche e4 · Tour blanche sur case blanche b3 · Fou noir sur case noire g3 · Roi noir sur case blanche g2 | Tour noire sur case blanche f7 · Roi blanc sur case blanche e4 · Tour blanche sur case blanche b3 · Fou noir sur case noire g3 · Roi noir sur case blanche g2 | Tour noire sur case blanche f7 · Roi blanc sur case blanche e4 · Tour blanche sur case blanche b3 · Fou noir sur case noire g3 · Roi noir sur case blanche g2 | Tour noire sur case blanche f7 · Roi blanc sur case blanche e4 · Tour blanche sur case blanche b3 · Fou noir sur case noire g3 · Roi noir sur case blanche g2 | Tour noire sur case blanche f7 · Roi blanc sur case blanche e4 · Tour blanche sur case blanche b3 · Fou noir sur case noire g3 · Roi noir sur case blanche g2 | Tour noire sur case blanche f7 · Roi blanc sur case blanche e4 · Tour blanche sur case blanche b3 · Fou noir sur case noire g3 · Roi noir sur case blanche g2 | Tour noire sur case blanche f7 · Roi blanc sur case blanche e4 · Tour blanche sur case blanche b3 · Fou noir sur case noire g3 · Roi noir sur case blanche g2 | 8 |
| 7 | Tour noire sur case blanche f7 · Roi blanc sur case blanche e4 · Tour blanche sur case blanche b3 · Fou noir sur case noire g3 · Roi noir sur case blanche g2 | Tour noire sur case blanche f7 · Roi blanc sur case blanche e4 · Tour blanche sur case blanche b3 · Fou noir sur case noire g3 · Roi noir sur case blanche g2 | Tour noire sur case blanche f7 · Roi blanc sur case blanche e4 · Tour blanche sur case blanche b3 · Fou noir sur case noire g3 · Roi noir sur case blanche g2 | Tour noire sur case blanche f7 · Roi blanc sur case blanche e4 · Tour blanche sur case blanche b3 · Fou noir sur case noire g3 · Roi noir sur case blanche g2 | Tour noire sur case blanche f7 · Roi blanc sur case blanche e4 · Tour blanche sur case blanche b3 · Fou noir sur case noire g3 · Roi noir sur case blanche g2 | Tour noire sur case blanche f7 · Roi blanc sur case blanche e4 · Tour blanche sur case blanche b3 · Fou noir sur case noire g3 · Roi noir sur case blanche g2 | Tour noire sur case blanche f7 · Roi blanc sur case blanche e4 · Tour blanche sur case blanche b3 · Fou noir sur case noire g3 · Roi noir sur case blanche g2 | Tour noire sur case blanche f7 · Roi blanc sur case blanche e4 · Tour blanche sur case blanche b3 · Fou noir sur case noire g3 · Roi noir sur case blanche g2 | 7 |
| 6 | Tour noire sur case blanche f7 · Roi blanc sur case blanche e4 · Tour blanche sur case blanche b3 · Fou noir sur case noire g3 · Roi noir sur case blanche g2 | Tour noire sur case blanche f7 · Roi blanc sur case blanche e4 · Tour blanche sur case blanche b3 · Fou noir sur case noire g3 · Roi noir sur case blanche g2 | Tour noire sur case blanche f7 · Roi blanc sur case blanche e4 · Tour blanche sur case blanche b3 · Fou noir sur case noire g3 · Roi noir sur case blanche g2 | Tour noire sur case blanche f7 · Roi blanc sur case blanche e4 · Tour blanche sur case blanche b3 · Fou noir sur case noire g3 · Roi noir sur case blanche g2 | Tour noire sur case blanche f7 · Roi blanc sur case blanche e4 · Tour blanche sur case blanche b3 · Fou noir sur case noire g3 · Roi noir sur case blanche g2 | Tour noire sur case blanche f7 · Roi blanc sur case blanche e4 · Tour blanche sur case blanche b3 · Fou noir sur case noire g3 · Roi noir sur case blanche g2 | Tour noire sur case blanche f7 · Roi blanc sur case blanche e4 · Tour blanche sur case blanche b3 · Fou noir sur case noire g3 · Roi noir sur case blanche g2 | Tour noire sur case blanche f7 · Roi blanc sur case blanche e4 · Tour blanche sur case blanche b3 · Fou noir sur case noire g3 · Roi noir sur case blanche g2 | 6 |
| 5 | Tour noire sur case blanche f7 · Roi blanc sur case blanche e4 · Tour blanche sur case blanche b3 · Fou noir sur case noire g3 · Roi noir sur case blanche g2 | Tour noire sur case blanche f7 · Roi blanc sur case blanche e4 · Tour blanche sur case blanche b3 · Fou noir sur case noire g3 · Roi noir sur case blanche g2 | Tour noire sur case blanche f7 · Roi blanc sur case blanche e4 · Tour blanche sur case blanche b3 · Fou noir sur case noire g3 · Roi noir sur case blanche g2 | Tour noire sur case blanche f7 · Roi blanc sur case blanche e4 · Tour blanche sur case blanche b3 · Fou noir sur case noire g3 · Roi noir sur case blanche g2 | Tour noire sur case blanche f7 · Roi blanc sur case blanche e4 · Tour blanche sur case blanche b3 · Fou noir sur case noire g3 · Roi noir sur case blanche g2 | Tour noire sur case blanche f7 · Roi blanc sur case blanche e4 · Tour blanche sur case blanche b3 · Fou noir sur case noire g3 · Roi noir sur case blanche g2 | Tour noire sur case blanche f7 · Roi blanc sur case blanche e4 · Tour blanche sur case blanche b3 · Fou noir sur case noire g3 · Roi noir sur case blanche g2 | Tour noire sur case blanche f7 · Roi blanc sur case blanche e4 · Tour blanche sur case blanche b3 · Fou noir sur case noire g3 · Roi noir sur case blanche g2 | 5 |
| 4 | Tour noire sur case blanche f7 · Roi blanc sur case blanche e4 · Tour blanche sur case blanche b3 · Fou noir sur case noire g3 · Roi noir sur case blanche g2 | Tour noire sur case blanche f7 · Roi blanc sur case blanche e4 · Tour blanche sur case blanche b3 · Fou noir sur case noire g3 · Roi noir sur case blanche g2 | Tour noire sur case blanche f7 · Roi blanc sur case blanche e4 · Tour blanche sur case blanche b3 · Fou noir sur case noire g3 · Roi noir sur case blanche g2 | Tour noire sur case blanche f7 · Roi blanc sur case blanche e4 · Tour blanche sur case blanche b3 · Fou noir sur case noire g3 · Roi noir sur case blanche g2 | Tour noire sur case blanche f7 · Roi blanc sur case blanche e4 · Tour blanche sur case blanche b3 · Fou noir sur case noire g3 · Roi noir sur case blanche g2 | Tour noire sur case blanche f7 · Roi blanc sur case blanche e4 · Tour blanche sur case blanche b3 · Fou noir sur case noire g3 · Roi noir sur case blanche g2 | Tour noire sur case blanche f7 · Roi blanc sur case blanche e4 · Tour blanche sur case blanche b3 · Fou noir sur case noire g3 · Roi noir sur case blanche g2 | Tour noire sur case blanche f7 · Roi blanc sur case blanche e4 · Tour blanche sur case blanche b3 · Fou noir sur case noire g3 · Roi noir sur case blanche g2 | 4 |
| 3 | Tour noire sur case blanche f7 · Roi blanc sur case blanche e4 · Tour blanche sur case blanche b3 · Fou noir sur case noire g3 · Roi noir sur case blanche g2 | Tour noire sur case blanche f7 · Roi blanc sur case blanche e4 · Tour blanche sur case blanche b3 · Fou noir sur case noire g3 · Roi noir sur case blanche g2 | Tour noire sur case blanche f7 · Roi blanc sur case blanche e4 · Tour blanche sur case blanche b3 · Fou noir sur case noire g3 · Roi noir sur case blanche g2 | Tour noire sur case blanche f7 · Roi blanc sur case blanche e4 · Tour blanche sur case blanche b3 · Fou noir sur case noire g3 · Roi noir sur case blanche g2 | Tour noire sur case blanche f7 · Roi blanc sur case blanche e4 · Tour blanche sur case blanche b3 · Fou noir sur case noire g3 · Roi noir sur case blanche g2 | Tour noire sur case blanche f7 · Roi blanc sur case blanche e4 · Tour blanche sur case blanche b3 · Fou noir sur case noire g3 · Roi noir sur case blanche g2 | Tour noire sur case blanche f7 · Roi blanc sur case blanche e4 · Tour blanche sur case blanche b3 · Fou noir sur case noire g3 · Roi noir sur case blanche g2 | Tour noire sur case blanche f7 · Roi blanc sur case blanche e4 · Tour blanche sur case blanche b3 · Fou noir sur case noire g3 · Roi noir sur case blanche g2 | 3 |
| 2 | Tour noire sur case blanche f7 · Roi blanc sur case blanche e4 · Tour blanche sur case blanche b3 · Fou noir sur case noire g3 · Roi noir sur case blanche g2 | Tour noire sur case blanche f7 · Roi blanc sur case blanche e4 · Tour blanche sur case blanche b3 · Fou noir sur case noire g3 · Roi noir sur case blanche g2 | Tour noire sur case blanche f7 · Roi blanc sur case blanche e4 · Tour blanche sur case blanche b3 · Fou noir sur case noire g3 · Roi noir sur case blanche g2 | Tour noire sur case blanche f7 · Roi blanc sur case blanche e4 · Tour blanche sur case blanche b3 · Fou noir sur case noire g3 · Roi noir sur case blanche g2 | Tour noire sur case blanche f7 · Roi blanc sur case blanche e4 · Tour blanche sur case blanche b3 · Fou noir sur case noire g3 · Roi noir sur case blanche g2 | Tour noire sur case blanche f7 · Roi blanc sur case blanche e4 · Tour blanche sur case blanche b3 · Fou noir sur case noire g3 · Roi noir sur case blanche g2 | Tour noire sur case blanche f7 · Roi blanc sur case blanche e4 · Tour blanche sur case blanche b3 · Fou noir sur case noire g3 · Roi noir sur case blanche g2 | Tour noire sur case blanche f7 · Roi blanc sur case blanche e4 · Tour blanche sur case blanche b3 · Fou noir sur case noire g3 · Roi noir sur case blanche g2 | 2 |
| 1 | Tour noire sur case blanche f7 · Roi blanc sur case blanche e4 · Tour blanche sur case blanche b3 · Fou noir sur case noire g3 · Roi noir sur case blanche g2 | Tour noire sur case blanche f7 · Roi blanc sur case blanche e4 · Tour blanche sur case blanche b3 · Fou noir sur case noire g3 · Roi noir sur case blanche g2 | Tour noire sur case blanche f7 · Roi blanc sur case blanche e4 · Tour blanche sur case blanche b3 · Fou noir sur case noire g3 · Roi noir sur case blanche g2 | Tour noire sur case blanche f7 · Roi blanc sur case blanche e4 · Tour blanche sur case blanche b3 · Fou noir sur case noire g3 · Roi noir sur case blanche g2 | Tour noire sur case blanche f7 · Roi blanc sur case blanche e4 · Tour blanche sur case blanche b3 · Fou noir sur case noire g3 · Roi noir sur case blanche g2 | Tour noire sur case blanche f7 · Roi blanc sur case blanche e4 · Tour blanche sur case blanche b3 · Fou noir sur case noire g3 · Roi noir sur case blanche g2 | Tour noire sur case blanche f7 · Roi blanc sur case blanche e4 · Tour blanche sur case blanche b3 · Fou noir sur case noire g3 · Roi noir sur case blanche g2 | Tour noire sur case blanche f7 · Roi blanc sur case blanche e4 · Tour blanche sur case blanche b3 · Fou noir sur case noire g3 · Roi noir sur case blanche g2 | 1 |
|   | a | b | c | d | e | f | g | h |   |

|   | a | b | c | d | e | f | g | h |   |
| 8 | Roi blanc sur case noire b8 · Roi noir sur case blanche c6 · Fou noir sur case noire c5 · Tour noire sur case noire h2 · Tour blanche sur case noire c1 | Roi blanc sur case noire b8 · Roi noir sur case blanche c6 · Fou noir sur case noire c5 · Tour noire sur case noire h2 · Tour blanche sur case noire c1 | Roi blanc sur case noire b8 · Roi noir sur case blanche c6 · Fou noir sur case noire c5 · Tour noire sur case noire h2 · Tour blanche sur case noire c1 | Roi blanc sur case noire b8 · Roi noir sur case blanche c6 · Fou noir sur case noire c5 · Tour noire sur case noire h2 · Tour blanche sur case noire c1 | Roi blanc sur case noire b8 · Roi noir sur case blanche c6 · Fou noir sur case noire c5 · Tour noire sur case noire h2 · Tour blanche sur case noire c1 | Roi blanc sur case noire b8 · Roi noir sur case blanche c6 · Fou noir sur case noire c5 · Tour noire sur case noire h2 · Tour blanche sur case noire c1 | Roi blanc sur case noire b8 · Roi noir sur case blanche c6 · Fou noir sur case noire c5 · Tour noire sur case noire h2 · Tour blanche sur case noire c1 | Roi blanc sur case noire b8 · Roi noir sur case blanche c6 · Fou noir sur case noire c5 · Tour noire sur case noire h2 · Tour blanche sur case noire c1 | 8 |
| 7 | Roi blanc sur case noire b8 · Roi noir sur case blanche c6 · Fou noir sur case noire c5 · Tour noire sur case noire h2 · Tour blanche sur case noire c1 | Roi blanc sur case noire b8 · Roi noir sur case blanche c6 · Fou noir sur case noire c5 · Tour noire sur case noire h2 · Tour blanche sur case noire c1 | Roi blanc sur case noire b8 · Roi noir sur case blanche c6 · Fou noir sur case noire c5 · Tour noire sur case noire h2 · Tour blanche sur case noire c1 | Roi blanc sur case noire b8 · Roi noir sur case blanche c6 · Fou noir sur case noire c5 · Tour noire sur case noire h2 · Tour blanche sur case noire c1 | Roi blanc sur case noire b8 · Roi noir sur case blanche c6 · Fou noir sur case noire c5 · Tour noire sur case noire h2 · Tour blanche sur case noire c1 | Roi blanc sur case noire b8 · Roi noir sur case blanche c6 · Fou noir sur case noire c5 · Tour noire sur case noire h2 · Tour blanche sur case noire c1 | Roi blanc sur case noire b8 · Roi noir sur case blanche c6 · Fou noir sur case noire c5 · Tour noire sur case noire h2 · Tour blanche sur case noire c1 | Roi blanc sur case noire b8 · Roi noir sur case blanche c6 · Fou noir sur case noire c5 · Tour noire sur case noire h2 · Tour blanche sur case noire c1 | 7 |
| 6 | Roi blanc sur case noire b8 · Roi noir sur case blanche c6 · Fou noir sur case noire c5 · Tour noire sur case noire h2 · Tour blanche sur case noire c1 | Roi blanc sur case noire b8 · Roi noir sur case blanche c6 · Fou noir sur case noire c5 · Tour noire sur case noire h2 · Tour blanche sur case noire c1 | Roi blanc sur case noire b8 · Roi noir sur case blanche c6 · Fou noir sur case noire c5 · Tour noire sur case noire h2 · Tour blanche sur case noire c1 | Roi blanc sur case noire b8 · Roi noir sur case blanche c6 · Fou noir sur case noire c5 · Tour noire sur case noire h2 · Tour blanche sur case noire c1 | Roi blanc sur case noire b8 · Roi noir sur case blanche c6 · Fou noir sur case noire c5 · Tour noire sur case noire h2 · Tour blanche sur case noire c1 | Roi blanc sur case noire b8 · Roi noir sur case blanche c6 · Fou noir sur case noire c5 · Tour noire sur case noire h2 · Tour blanche sur case noire c1 | Roi blanc sur case noire b8 · Roi noir sur case blanche c6 · Fou noir sur case noire c5 · Tour noire sur case noire h2 · Tour blanche sur case noire c1 | Roi blanc sur case noire b8 · Roi noir sur case blanche c6 · Fou noir sur case noire c5 · Tour noire sur case noire h2 · Tour blanche sur case noire c1 | 6 |
| 5 | Roi blanc sur case noire b8 · Roi noir sur case blanche c6 · Fou noir sur case noire c5 · Tour noire sur case noire h2 · Tour blanche sur case noire c1 | Roi blanc sur case noire b8 · Roi noir sur case blanche c6 · Fou noir sur case noire c5 · Tour noire sur case noire h2 · Tour blanche sur case noire c1 | Roi blanc sur case noire b8 · Roi noir sur case blanche c6 · Fou noir sur case noire c5 · Tour noire sur case noire h2 · Tour blanche sur case noire c1 | Roi blanc sur case noire b8 · Roi noir sur case blanche c6 · Fou noir sur case noire c5 · Tour noire sur case noire h2 · Tour blanche sur case noire c1 | Roi blanc sur case noire b8 · Roi noir sur case blanche c6 · Fou noir sur case noire c5 · Tour noire sur case noire h2 · Tour blanche sur case noire c1 | Roi blanc sur case noire b8 · Roi noir sur case blanche c6 · Fou noir sur case noire c5 · Tour noire sur case noire h2 · Tour blanche sur case noire c1 | Roi blanc sur case noire b8 · Roi noir sur case blanche c6 · Fou noir sur case noire c5 · Tour noire sur case noire h2 · Tour blanche sur case noire c1 | Roi blanc sur case noire b8 · Roi noir sur case blanche c6 · Fou noir sur case noire c5 · Tour noire sur case noire h2 · Tour blanche sur case noire c1 | 5 |
| 4 | Roi blanc sur case noire b8 · Roi noir sur case blanche c6 · Fou noir sur case noire c5 · Tour noire sur case noire h2 · Tour blanche sur case noire c1 | Roi blanc sur case noire b8 · Roi noir sur case blanche c6 · Fou noir sur case noire c5 · Tour noire sur case noire h2 · Tour blanche sur case noire c1 | Roi blanc sur case noire b8 · Roi noir sur case blanche c6 · Fou noir sur case noire c5 · Tour noire sur case noire h2 · Tour blanche sur case noire c1 | Roi blanc sur case noire b8 · Roi noir sur case blanche c6 · Fou noir sur case noire c5 · Tour noire sur case noire h2 · Tour blanche sur case noire c1 | Roi blanc sur case noire b8 · Roi noir sur case blanche c6 · Fou noir sur case noire c5 · Tour noire sur case noire h2 · Tour blanche sur case noire c1 | Roi blanc sur case noire b8 · Roi noir sur case blanche c6 · Fou noir sur case noire c5 · Tour noire sur case noire h2 · Tour blanche sur case noire c1 | Roi blanc sur case noire b8 · Roi noir sur case blanche c6 · Fou noir sur case noire c5 · Tour noire sur case noire h2 · Tour blanche sur case noire c1 | Roi blanc sur case noire b8 · Roi noir sur case blanche c6 · Fou noir sur case noire c5 · Tour noire sur case noire h2 · Tour blanche sur case noire c1 | 4 |
| 3 | Roi blanc sur case noire b8 · Roi noir sur case blanche c6 · Fou noir sur case noire c5 · Tour noire sur case noire h2 · Tour blanche sur case noire c1 | Roi blanc sur case noire b8 · Roi noir sur case blanche c6 · Fou noir sur case noire c5 · Tour noire sur case noire h2 · Tour blanche sur case noire c1 | Roi blanc sur case noire b8 · Roi noir sur case blanche c6 · Fou noir sur case noire c5 · Tour noire sur case noire h2 · Tour blanche sur case noire c1 | Roi blanc sur case noire b8 · Roi noir sur case blanche c6 · Fou noir sur case noire c5 · Tour noire sur case noire h2 · Tour blanche sur case noire c1 | Roi blanc sur case noire b8 · Roi noir sur case blanche c6 · Fou noir sur case noire c5 · Tour noire sur case noire h2 · Tour blanche sur case noire c1 | Roi blanc sur case noire b8 · Roi noir sur case blanche c6 · Fou noir sur case noire c5 · Tour noire sur case noire h2 · Tour blanche sur case noire c1 | Roi blanc sur case noire b8 · Roi noir sur case blanche c6 · Fou noir sur case noire c5 · Tour noire sur case noire h2 · Tour blanche sur case noire c1 | Roi blanc sur case noire b8 · Roi noir sur case blanche c6 · Fou noir sur case noire c5 · Tour noire sur case noire h2 · Tour blanche sur case noire c1 | 3 |
| 2 | Roi blanc sur case noire b8 · Roi noir sur case blanche c6 · Fou noir sur case noire c5 · Tour noire sur case noire h2 · Tour blanche sur case noire c1 | Roi blanc sur case noire b8 · Roi noir sur case blanche c6 · Fou noir sur case noire c5 · Tour noire sur case noire h2 · Tour blanche sur case noire c1 | Roi blanc sur case noire b8 · Roi noir sur case blanche c6 · Fou noir sur case noire c5 · Tour noire sur case noire h2 · Tour blanche sur case noire c1 | Roi blanc sur case noire b8 · Roi noir sur case blanche c6 · Fou noir sur case noire c5 · Tour noire sur case noire h2 · Tour blanche sur case noire c1 | Roi blanc sur case noire b8 · Roi noir sur case blanche c6 · Fou noir sur case noire c5 · Tour noire sur case noire h2 · Tour blanche sur case noire c1 | Roi blanc sur case noire b8 · Roi noir sur case blanche c6 · Fou noir sur case noire c5 · Tour noire sur case noire h2 · Tour blanche sur case noire c1 | Roi blanc sur case noire b8 · Roi noir sur case blanche c6 · Fou noir sur case noire c5 · Tour noire sur case noire h2 · Tour blanche sur case noire c1 | Roi blanc sur case noire b8 · Roi noir sur case blanche c6 · Fou noir sur case noire c5 · Tour noire sur case noire h2 · Tour blanche sur case noire c1 | 2 |
| 1 | Roi blanc sur case noire b8 · Roi noir sur case blanche c6 · Fou noir sur case noire c5 · Tour noire sur case noire h2 · Tour blanche sur case noire c1 | Roi blanc sur case noire b8 · Roi noir sur case blanche c6 · Fou noir sur case noire c5 · Tour noire sur case noire h2 · Tour blanche sur case noire c1 | Roi blanc sur case noire b8 · Roi noir sur case blanche c6 · Fou noir sur case noire c5 · Tour noire sur case noire h2 · Tour blanche sur case noire c1 | Roi blanc sur case noire b8 · Roi noir sur case blanche c6 · Fou noir sur case noire c5 · Tour noire sur case noire h2 · Tour blanche sur case noire c1 | Roi blanc sur case noire b8 · Roi noir sur case blanche c6 · Fou noir sur case noire c5 · Tour noire sur case noire h2 · Tour blanche sur case noire c1 | Roi blanc sur case noire b8 · Roi noir sur case blanche c6 · Fou noir sur case noire c5 · Tour noire sur case noire h2 · Tour blanche sur case noire c1 | Roi blanc sur case noire b8 · Roi noir sur case blanche c6 · Fou noir sur case noire c5 · Tour noire sur case noire h2 · Tour blanche sur case noire c1 | Roi blanc sur case noire b8 · Roi noir sur case blanche c6 · Fou noir sur case noire c5 · Tour noire sur case noire h2 · Tour blanche sur case noire c1 | 1 |
|   | a | b | c | d | e | f | g | h |   |

Dans la partie Fressinet-Kosteniouk, Villandry 2007 (partie rapide), la capture du dernier pion intervient au 121e coup. Les Blancs ne réclament cependant pas la nulle à l'issue du 172e coup et poursuivent jusqu'au 237e une finale tour et fou contre tour. La règle des 50 coups s'applique à toutes les cadences de jeu, cependant il peut s'avérer difficile d'établir que 50 coups se sont bien écoulés à défaut de notation des coups.
|   | a | b | c | d | e | f | g | h |   |
| 8 | Roi noir sur case blanche e8 · Tour blanche sur case blanche b7 · Roi blanc sur case blanche f5 · Fou blanc sur case noire h4 · Tour noire sur case blanche a2 | Roi noir sur case blanche e8 · Tour blanche sur case blanche b7 · Roi blanc sur case blanche f5 · Fou blanc sur case noire h4 · Tour noire sur case blanche a2 | Roi noir sur case blanche e8 · Tour blanche sur case blanche b7 · Roi blanc sur case blanche f5 · Fou blanc sur case noire h4 · Tour noire sur case blanche a2 | Roi noir sur case blanche e8 · Tour blanche sur case blanche b7 · Roi blanc sur case blanche f5 · Fou blanc sur case noire h4 · Tour noire sur case blanche a2 | Roi noir sur case blanche e8 · Tour blanche sur case blanche b7 · Roi blanc sur case blanche f5 · Fou blanc sur case noire h4 · Tour noire sur case blanche a2 | Roi noir sur case blanche e8 · Tour blanche sur case blanche b7 · Roi blanc sur case blanche f5 · Fou blanc sur case noire h4 · Tour noire sur case blanche a2 | Roi noir sur case blanche e8 · Tour blanche sur case blanche b7 · Roi blanc sur case blanche f5 · Fou blanc sur case noire h4 · Tour noire sur case blanche a2 | Roi noir sur case blanche e8 · Tour blanche sur case blanche b7 · Roi blanc sur case blanche f5 · Fou blanc sur case noire h4 · Tour noire sur case blanche a2 | 8 |
| 7 | Roi noir sur case blanche e8 · Tour blanche sur case blanche b7 · Roi blanc sur case blanche f5 · Fou blanc sur case noire h4 · Tour noire sur case blanche a2 | Roi noir sur case blanche e8 · Tour blanche sur case blanche b7 · Roi blanc sur case blanche f5 · Fou blanc sur case noire h4 · Tour noire sur case blanche a2 | Roi noir sur case blanche e8 · Tour blanche sur case blanche b7 · Roi blanc sur case blanche f5 · Fou blanc sur case noire h4 · Tour noire sur case blanche a2 | Roi noir sur case blanche e8 · Tour blanche sur case blanche b7 · Roi blanc sur case blanche f5 · Fou blanc sur case noire h4 · Tour noire sur case blanche a2 | Roi noir sur case blanche e8 · Tour blanche sur case blanche b7 · Roi blanc sur case blanche f5 · Fou blanc sur case noire h4 · Tour noire sur case blanche a2 | Roi noir sur case blanche e8 · Tour blanche sur case blanche b7 · Roi blanc sur case blanche f5 · Fou blanc sur case noire h4 · Tour noire sur case blanche a2 | Roi noir sur case blanche e8 · Tour blanche sur case blanche b7 · Roi blanc sur case blanche f5 · Fou blanc sur case noire h4 · Tour noire sur case blanche a2 | Roi noir sur case blanche e8 · Tour blanche sur case blanche b7 · Roi blanc sur case blanche f5 · Fou blanc sur case noire h4 · Tour noire sur case blanche a2 | 7 |
| 6 | Roi noir sur case blanche e8 · Tour blanche sur case blanche b7 · Roi blanc sur case blanche f5 · Fou blanc sur case noire h4 · Tour noire sur case blanche a2 | Roi noir sur case blanche e8 · Tour blanche sur case blanche b7 · Roi blanc sur case blanche f5 · Fou blanc sur case noire h4 · Tour noire sur case blanche a2 | Roi noir sur case blanche e8 · Tour blanche sur case blanche b7 · Roi blanc sur case blanche f5 · Fou blanc sur case noire h4 · Tour noire sur case blanche a2 | Roi noir sur case blanche e8 · Tour blanche sur case blanche b7 · Roi blanc sur case blanche f5 · Fou blanc sur case noire h4 · Tour noire sur case blanche a2 | Roi noir sur case blanche e8 · Tour blanche sur case blanche b7 · Roi blanc sur case blanche f5 · Fou blanc sur case noire h4 · Tour noire sur case blanche a2 | Roi noir sur case blanche e8 · Tour blanche sur case blanche b7 · Roi blanc sur case blanche f5 · Fou blanc sur case noire h4 · Tour noire sur case blanche a2 | Roi noir sur case blanche e8 · Tour blanche sur case blanche b7 · Roi blanc sur case blanche f5 · Fou blanc sur case noire h4 · Tour noire sur case blanche a2 | Roi noir sur case blanche e8 · Tour blanche sur case blanche b7 · Roi blanc sur case blanche f5 · Fou blanc sur case noire h4 · Tour noire sur case blanche a2 | 6 |
| 5 | Roi noir sur case blanche e8 · Tour blanche sur case blanche b7 · Roi blanc sur case blanche f5 · Fou blanc sur case noire h4 · Tour noire sur case blanche a2 | Roi noir sur case blanche e8 · Tour blanche sur case blanche b7 · Roi blanc sur case blanche f5 · Fou blanc sur case noire h4 · Tour noire sur case blanche a2 | Roi noir sur case blanche e8 · Tour blanche sur case blanche b7 · Roi blanc sur case blanche f5 · Fou blanc sur case noire h4 · Tour noire sur case blanche a2 | Roi noir sur case blanche e8 · Tour blanche sur case blanche b7 · Roi blanc sur case blanche f5 · Fou blanc sur case noire h4 · Tour noire sur case blanche a2 | Roi noir sur case blanche e8 · Tour blanche sur case blanche b7 · Roi blanc sur case blanche f5 · Fou blanc sur case noire h4 · Tour noire sur case blanche a2 | Roi noir sur case blanche e8 · Tour blanche sur case blanche b7 · Roi blanc sur case blanche f5 · Fou blanc sur case noire h4 · Tour noire sur case blanche a2 | Roi noir sur case blanche e8 · Tour blanche sur case blanche b7 · Roi blanc sur case blanche f5 · Fou blanc sur case noire h4 · Tour noire sur case blanche a2 | Roi noir sur case blanche e8 · Tour blanche sur case blanche b7 · Roi blanc sur case blanche f5 · Fou blanc sur case noire h4 · Tour noire sur case blanche a2 | 5 |
| 4 | Roi noir sur case blanche e8 · Tour blanche sur case blanche b7 · Roi blanc sur case blanche f5 · Fou blanc sur case noire h4 · Tour noire sur case blanche a2 | Roi noir sur case blanche e8 · Tour blanche sur case blanche b7 · Roi blanc sur case blanche f5 · Fou blanc sur case noire h4 · Tour noire sur case blanche a2 | Roi noir sur case blanche e8 · Tour blanche sur case blanche b7 · Roi blanc sur case blanche f5 · Fou blanc sur case noire h4 · Tour noire sur case blanche a2 | Roi noir sur case blanche e8 · Tour blanche sur case blanche b7 · Roi blanc sur case blanche f5 · Fou blanc sur case noire h4 · Tour noire sur case blanche a2 | Roi noir sur case blanche e8 · Tour blanche sur case blanche b7 · Roi blanc sur case blanche f5 · Fou blanc sur case noire h4 · Tour noire sur case blanche a2 | Roi noir sur case blanche e8 · Tour blanche sur case blanche b7 · Roi blanc sur case blanche f5 · Fou blanc sur case noire h4 · Tour noire sur case blanche a2 | Roi noir sur case blanche e8 · Tour blanche sur case blanche b7 · Roi blanc sur case blanche f5 · Fou blanc sur case noire h4 · Tour noire sur case blanche a2 | Roi noir sur case blanche e8 · Tour blanche sur case blanche b7 · Roi blanc sur case blanche f5 · Fou blanc sur case noire h4 · Tour noire sur case blanche a2 | 4 |
| 3 | Roi noir sur case blanche e8 · Tour blanche sur case blanche b7 · Roi blanc sur case blanche f5 · Fou blanc sur case noire h4 · Tour noire sur case blanche a2 | Roi noir sur case blanche e8 · Tour blanche sur case blanche b7 · Roi blanc sur case blanche f5 · Fou blanc sur case noire h4 · Tour noire sur case blanche a2 | Roi noir sur case blanche e8 · Tour blanche sur case blanche b7 · Roi blanc sur case blanche f5 · Fou blanc sur case noire h4 · Tour noire sur case blanche a2 | Roi noir sur case blanche e8 · Tour blanche sur case blanche b7 · Roi blanc sur case blanche f5 · Fou blanc sur case noire h4 · Tour noire sur case blanche a2 | Roi noir sur case blanche e8 · Tour blanche sur case blanche b7 · Roi blanc sur case blanche f5 · Fou blanc sur case noire h4 · Tour noire sur case blanche a2 | Roi noir sur case blanche e8 · Tour blanche sur case blanche b7 · Roi blanc sur case blanche f5 · Fou blanc sur case noire h4 · Tour noire sur case blanche a2 | Roi noir sur case blanche e8 · Tour blanche sur case blanche b7 · Roi blanc sur case blanche f5 · Fou blanc sur case noire h4 · Tour noire sur case blanche a2 | Roi noir sur case blanche e8 · Tour blanche sur case blanche b7 · Roi blanc sur case blanche f5 · Fou blanc sur case noire h4 · Tour noire sur case blanche a2 | 3 |
| 2 | Roi noir sur case blanche e8 · Tour blanche sur case blanche b7 · Roi blanc sur case blanche f5 · Fou blanc sur case noire h4 · Tour noire sur case blanche a2 | Roi noir sur case blanche e8 · Tour blanche sur case blanche b7 · Roi blanc sur case blanche f5 · Fou blanc sur case noire h4 · Tour noire sur case blanche a2 | Roi noir sur case blanche e8 · Tour blanche sur case blanche b7 · Roi blanc sur case blanche f5 · Fou blanc sur case noire h4 · Tour noire sur case blanche a2 | Roi noir sur case blanche e8 · Tour blanche sur case blanche b7 · Roi blanc sur case blanche f5 · Fou blanc sur case noire h4 · Tour noire sur case blanche a2 | Roi noir sur case blanche e8 · Tour blanche sur case blanche b7 · Roi blanc sur case blanche f5 · Fou blanc sur case noire h4 · Tour noire sur case blanche a2 | Roi noir sur case blanche e8 · Tour blanche sur case blanche b7 · Roi blanc sur case blanche f5 · Fou blanc sur case noire h4 · Tour noire sur case blanche a2 | Roi noir sur case blanche e8 · Tour blanche sur case blanche b7 · Roi blanc sur case blanche f5 · Fou blanc sur case noire h4 · Tour noire sur case blanche a2 | Roi noir sur case blanche e8 · Tour blanche sur case blanche b7 · Roi blanc sur case blanche f5 · Fou blanc sur case noire h4 · Tour noire sur case blanche a2 | 2 |
| 1 | Roi noir sur case blanche e8 · Tour blanche sur case blanche b7 · Roi blanc sur case blanche f5 · Fou blanc sur case noire h4 · Tour noire sur case blanche a2 | Roi noir sur case blanche e8 · Tour blanche sur case blanche b7 · Roi blanc sur case blanche f5 · Fou blanc sur case noire h4 · Tour noire sur case blanche a2 | Roi noir sur case blanche e8 · Tour blanche sur case blanche b7 · Roi blanc sur case blanche f5 · Fou blanc sur case noire h4 · Tour noire sur case blanche a2 | Roi noir sur case blanche e8 · Tour blanche sur case blanche b7 · Roi blanc sur case blanche f5 · Fou blanc sur case noire h4 · Tour noire sur case blanche a2 | Roi noir sur case blanche e8 · Tour blanche sur case blanche b7 · Roi blanc sur case blanche f5 · Fou blanc sur case noire h4 · Tour noire sur case blanche a2 | Roi noir sur case blanche e8 · Tour blanche sur case blanche b7 · Roi blanc sur case blanche f5 · Fou blanc sur case noire h4 · Tour noire sur case blanche a2 | Roi noir sur case blanche e8 · Tour blanche sur case blanche b7 · Roi blanc sur case blanche f5 · Fou blanc sur case noire h4 · Tour noire sur case blanche a2 | Roi noir sur case blanche e8 · Tour blanche sur case blanche b7 · Roi blanc sur case blanche f5 · Fou blanc sur case noire h4 · Tour noire sur case blanche a2 | 1 |
|   | a | b | c | d | e | f | g | h |   |

|   | a | b | c | d | e | f | g | h |   |
| 8 | Roi noir sur case blanche a8 · Tour noire sur case blanche b7 · Roi blanc sur case blanche c6 · Fou blanc sur case noire d6 · Tour blanche sur case noire e1 | Roi noir sur case blanche a8 · Tour noire sur case blanche b7 · Roi blanc sur case blanche c6 · Fou blanc sur case noire d6 · Tour blanche sur case noire e1 | Roi noir sur case blanche a8 · Tour noire sur case blanche b7 · Roi blanc sur case blanche c6 · Fou blanc sur case noire d6 · Tour blanche sur case noire e1 | Roi noir sur case blanche a8 · Tour noire sur case blanche b7 · Roi blanc sur case blanche c6 · Fou blanc sur case noire d6 · Tour blanche sur case noire e1 | Roi noir sur case blanche a8 · Tour noire sur case blanche b7 · Roi blanc sur case blanche c6 · Fou blanc sur case noire d6 · Tour blanche sur case noire e1 | Roi noir sur case blanche a8 · Tour noire sur case blanche b7 · Roi blanc sur case blanche c6 · Fou blanc sur case noire d6 · Tour blanche sur case noire e1 | Roi noir sur case blanche a8 · Tour noire sur case blanche b7 · Roi blanc sur case blanche c6 · Fou blanc sur case noire d6 · Tour blanche sur case noire e1 | Roi noir sur case blanche a8 · Tour noire sur case blanche b7 · Roi blanc sur case blanche c6 · Fou blanc sur case noire d6 · Tour blanche sur case noire e1 | 8 |
| 7 | Roi noir sur case blanche a8 · Tour noire sur case blanche b7 · Roi blanc sur case blanche c6 · Fou blanc sur case noire d6 · Tour blanche sur case noire e1 | Roi noir sur case blanche a8 · Tour noire sur case blanche b7 · Roi blanc sur case blanche c6 · Fou blanc sur case noire d6 · Tour blanche sur case noire e1 | Roi noir sur case blanche a8 · Tour noire sur case blanche b7 · Roi blanc sur case blanche c6 · Fou blanc sur case noire d6 · Tour blanche sur case noire e1 | Roi noir sur case blanche a8 · Tour noire sur case blanche b7 · Roi blanc sur case blanche c6 · Fou blanc sur case noire d6 · Tour blanche sur case noire e1 | Roi noir sur case blanche a8 · Tour noire sur case blanche b7 · Roi blanc sur case blanche c6 · Fou blanc sur case noire d6 · Tour blanche sur case noire e1 | Roi noir sur case blanche a8 · Tour noire sur case blanche b7 · Roi blanc sur case blanche c6 · Fou blanc sur case noire d6 · Tour blanche sur case noire e1 | Roi noir sur case blanche a8 · Tour noire sur case blanche b7 · Roi blanc sur case blanche c6 · Fou blanc sur case noire d6 · Tour blanche sur case noire e1 | Roi noir sur case blanche a8 · Tour noire sur case blanche b7 · Roi blanc sur case blanche c6 · Fou blanc sur case noire d6 · Tour blanche sur case noire e1 | 7 |
| 6 | Roi noir sur case blanche a8 · Tour noire sur case blanche b7 · Roi blanc sur case blanche c6 · Fou blanc sur case noire d6 · Tour blanche sur case noire e1 | Roi noir sur case blanche a8 · Tour noire sur case blanche b7 · Roi blanc sur case blanche c6 · Fou blanc sur case noire d6 · Tour blanche sur case noire e1 | Roi noir sur case blanche a8 · Tour noire sur case blanche b7 · Roi blanc sur case blanche c6 · Fou blanc sur case noire d6 · Tour blanche sur case noire e1 | Roi noir sur case blanche a8 · Tour noire sur case blanche b7 · Roi blanc sur case blanche c6 · Fou blanc sur case noire d6 · Tour blanche sur case noire e1 | Roi noir sur case blanche a8 · Tour noire sur case blanche b7 · Roi blanc sur case blanche c6 · Fou blanc sur case noire d6 · Tour blanche sur case noire e1 | Roi noir sur case blanche a8 · Tour noire sur case blanche b7 · Roi blanc sur case blanche c6 · Fou blanc sur case noire d6 · Tour blanche sur case noire e1 | Roi noir sur case blanche a8 · Tour noire sur case blanche b7 · Roi blanc sur case blanche c6 · Fou blanc sur case noire d6 · Tour blanche sur case noire e1 | Roi noir sur case blanche a8 · Tour noire sur case blanche b7 · Roi blanc sur case blanche c6 · Fou blanc sur case noire d6 · Tour blanche sur case noire e1 | 6 |
| 5 | Roi noir sur case blanche a8 · Tour noire sur case blanche b7 · Roi blanc sur case blanche c6 · Fou blanc sur case noire d6 · Tour blanche sur case noire e1 | Roi noir sur case blanche a8 · Tour noire sur case blanche b7 · Roi blanc sur case blanche c6 · Fou blanc sur case noire d6 · Tour blanche sur case noire e1 | Roi noir sur case blanche a8 · Tour noire sur case blanche b7 · Roi blanc sur case blanche c6 · Fou blanc sur case noire d6 · Tour blanche sur case noire e1 | Roi noir sur case blanche a8 · Tour noire sur case blanche b7 · Roi blanc sur case blanche c6 · Fou blanc sur case noire d6 · Tour blanche sur case noire e1 | Roi noir sur case blanche a8 · Tour noire sur case blanche b7 · Roi blanc sur case blanche c6 · Fou blanc sur case noire d6 · Tour blanche sur case noire e1 | Roi noir sur case blanche a8 · Tour noire sur case blanche b7 · Roi blanc sur case blanche c6 · Fou blanc sur case noire d6 · Tour blanche sur case noire e1 | Roi noir sur case blanche a8 · Tour noire sur case blanche b7 · Roi blanc sur case blanche c6 · Fou blanc sur case noire d6 · Tour blanche sur case noire e1 | Roi noir sur case blanche a8 · Tour noire sur case blanche b7 · Roi blanc sur case blanche c6 · Fou blanc sur case noire d6 · Tour blanche sur case noire e1 | 5 |
| 4 | Roi noir sur case blanche a8 · Tour noire sur case blanche b7 · Roi blanc sur case blanche c6 · Fou blanc sur case noire d6 · Tour blanche sur case noire e1 | Roi noir sur case blanche a8 · Tour noire sur case blanche b7 · Roi blanc sur case blanche c6 · Fou blanc sur case noire d6 · Tour blanche sur case noire e1 | Roi noir sur case blanche a8 · Tour noire sur case blanche b7 · Roi blanc sur case blanche c6 · Fou blanc sur case noire d6 · Tour blanche sur case noire e1 | Roi noir sur case blanche a8 · Tour noire sur case blanche b7 · Roi blanc sur case blanche c6 · Fou blanc sur case noire d6 · Tour blanche sur case noire e1 | Roi noir sur case blanche a8 · Tour noire sur case blanche b7 · Roi blanc sur case blanche c6 · Fou blanc sur case noire d6 · Tour blanche sur case noire e1 | Roi noir sur case blanche a8 · Tour noire sur case blanche b7 · Roi blanc sur case blanche c6 · Fou blanc sur case noire d6 · Tour blanche sur case noire e1 | Roi noir sur case blanche a8 · Tour noire sur case blanche b7 · Roi blanc sur case blanche c6 · Fou blanc sur case noire d6 · Tour blanche sur case noire e1 | Roi noir sur case blanche a8 · Tour noire sur case blanche b7 · Roi blanc sur case blanche c6 · Fou blanc sur case noire d6 · Tour blanche sur case noire e1 | 4 |
| 3 | Roi noir sur case blanche a8 · Tour noire sur case blanche b7 · Roi blanc sur case blanche c6 · Fou blanc sur case noire d6 · Tour blanche sur case noire e1 | Roi noir sur case blanche a8 · Tour noire sur case blanche b7 · Roi blanc sur case blanche c6 · Fou blanc sur case noire d6 · Tour blanche sur case noire e1 | Roi noir sur case blanche a8 · Tour noire sur case blanche b7 · Roi blanc sur case blanche c6 · Fou blanc sur case noire d6 · Tour blanche sur case noire e1 | Roi noir sur case blanche a8 · Tour noire sur case blanche b7 · Roi blanc sur case blanche c6 · Fou blanc sur case noire d6 · Tour blanche sur case noire e1 | Roi noir sur case blanche a8 · Tour noire sur case blanche b7 · Roi blanc sur case blanche c6 · Fou blanc sur case noire d6 · Tour blanche sur case noire e1 | Roi noir sur case blanche a8 · Tour noire sur case blanche b7 · Roi blanc sur case blanche c6 · Fou blanc sur case noire d6 · Tour blanche sur case noire e1 | Roi noir sur case blanche a8 · Tour noire sur case blanche b7 · Roi blanc sur case blanche c6 · Fou blanc sur case noire d6 · Tour blanche sur case noire e1 | Roi noir sur case blanche a8 · Tour noire sur case blanche b7 · Roi blanc sur case blanche c6 · Fou blanc sur case noire d6 · Tour blanche sur case noire e1 | 3 |
| 2 | Roi noir sur case blanche a8 · Tour noire sur case blanche b7 · Roi blanc sur case blanche c6 · Fou blanc sur case noire d6 · Tour blanche sur case noire e1 | Roi noir sur case blanche a8 · Tour noire sur case blanche b7 · Roi blanc sur case blanche c6 · Fou blanc sur case noire d6 · Tour blanche sur case noire e1 | Roi noir sur case blanche a8 · Tour noire sur case blanche b7 · Roi blanc sur case blanche c6 · Fou blanc sur case noire d6 · Tour blanche sur case noire e1 | Roi noir sur case blanche a8 · Tour noire sur case blanche b7 · Roi blanc sur case blanche c6 · Fou blanc sur case noire d6 · Tour blanche sur case noire e1 | Roi noir sur case blanche a8 · Tour noire sur case blanche b7 · Roi blanc sur case blanche c6 · Fou blanc sur case noire d6 · Tour blanche sur case noire e1 | Roi noir sur case blanche a8 · Tour noire sur case blanche b7 · Roi blanc sur case blanche c6 · Fou blanc sur case noire d6 · Tour blanche sur case noire e1 | Roi noir sur case blanche a8 · Tour noire sur case blanche b7 · Roi blanc sur case blanche c6 · Fou blanc sur case noire d6 · Tour blanche sur case noire e1 | Roi noir sur case blanche a8 · Tour noire sur case blanche b7 · Roi blanc sur case blanche c6 · Fou blanc sur case noire d6 · Tour blanche sur case noire e1 | 2 |
| 1 | Roi noir sur case blanche a8 · Tour noire sur case blanche b7 · Roi blanc sur case blanche c6 · Fou blanc sur case noire d6 · Tour blanche sur case noire e1 | Roi noir sur case blanche a8 · Tour noire sur case blanche b7 · Roi blanc sur case blanche c6 · Fou blanc sur case noire d6 · Tour blanche sur case noire e1 | Roi noir sur case blanche a8 · Tour noire sur case blanche b7 · Roi blanc sur case blanche c6 · Fou blanc sur case noire d6 · Tour blanche sur case noire e1 | Roi noir sur case blanche a8 · Tour noire sur case blanche b7 · Roi blanc sur case blanche c6 · Fou blanc sur case noire d6 · Tour blanche sur case noire e1 | Roi noir sur case blanche a8 · Tour noire sur case blanche b7 · Roi blanc sur case blanche c6 · Fou blanc sur case noire d6 · Tour blanche sur case noire e1 | Roi noir sur case blanche a8 · Tour noire sur case blanche b7 · Roi blanc sur case blanche c6 · Fou blanc sur case noire d6 · Tour blanche sur case noire e1 | Roi noir sur case blanche a8 · Tour noire sur case blanche b7 · Roi blanc sur case blanche c6 · Fou blanc sur case noire d6 · Tour blanche sur case noire e1 | Roi noir sur case blanche a8 · Tour noire sur case blanche b7 · Roi blanc sur case blanche c6 · Fou blanc sur case noire d6 · Tour blanche sur case noire e1 | 1 |
|   | a | b | c | d | e | f | g | h |   |

Dans la partie Nguyễn Ngọc Trường Sơn - Maxime Vachier-Lagrave, Open Aeroflot 2008, les Blancs ont, après 119. Tb7, un mat en trois coups. Cependant, la partie se termina par une nulle réclamée au 120e coup par les Noirs.
|   | a | b | c | d | e | f | g | h |   |
| 8 | Roi noir sur case noire f6 · Tour blanche sur case blanche g4 · Pion blanc sur case noire e3 · Fou noir sur case noire g3 · Dame noire sur case blanche a2 · Fou blanc sur case blanche e2 · Pion blanc sur case noire f2 · Roi blanc sur case noire g1 | Roi noir sur case noire f6 · Tour blanche sur case blanche g4 · Pion blanc sur case noire e3 · Fou noir sur case noire g3 · Dame noire sur case blanche a2 · Fou blanc sur case blanche e2 · Pion blanc sur case noire f2 · Roi blanc sur case noire g1 | Roi noir sur case noire f6 · Tour blanche sur case blanche g4 · Pion blanc sur case noire e3 · Fou noir sur case noire g3 · Dame noire sur case blanche a2 · Fou blanc sur case blanche e2 · Pion blanc sur case noire f2 · Roi blanc sur case noire g1 | Roi noir sur case noire f6 · Tour blanche sur case blanche g4 · Pion blanc sur case noire e3 · Fou noir sur case noire g3 · Dame noire sur case blanche a2 · Fou blanc sur case blanche e2 · Pion blanc sur case noire f2 · Roi blanc sur case noire g1 | Roi noir sur case noire f6 · Tour blanche sur case blanche g4 · Pion blanc sur case noire e3 · Fou noir sur case noire g3 · Dame noire sur case blanche a2 · Fou blanc sur case blanche e2 · Pion blanc sur case noire f2 · Roi blanc sur case noire g1 | Roi noir sur case noire f6 · Tour blanche sur case blanche g4 · Pion blanc sur case noire e3 · Fou noir sur case noire g3 · Dame noire sur case blanche a2 · Fou blanc sur case blanche e2 · Pion blanc sur case noire f2 · Roi blanc sur case noire g1 | Roi noir sur case noire f6 · Tour blanche sur case blanche g4 · Pion blanc sur case noire e3 · Fou noir sur case noire g3 · Dame noire sur case blanche a2 · Fou blanc sur case blanche e2 · Pion blanc sur case noire f2 · Roi blanc sur case noire g1 | Roi noir sur case noire f6 · Tour blanche sur case blanche g4 · Pion blanc sur case noire e3 · Fou noir sur case noire g3 · Dame noire sur case blanche a2 · Fou blanc sur case blanche e2 · Pion blanc sur case noire f2 · Roi blanc sur case noire g1 | 8 |
| 7 | Roi noir sur case noire f6 · Tour blanche sur case blanche g4 · Pion blanc sur case noire e3 · Fou noir sur case noire g3 · Dame noire sur case blanche a2 · Fou blanc sur case blanche e2 · Pion blanc sur case noire f2 · Roi blanc sur case noire g1 | Roi noir sur case noire f6 · Tour blanche sur case blanche g4 · Pion blanc sur case noire e3 · Fou noir sur case noire g3 · Dame noire sur case blanche a2 · Fou blanc sur case blanche e2 · Pion blanc sur case noire f2 · Roi blanc sur case noire g1 | Roi noir sur case noire f6 · Tour blanche sur case blanche g4 · Pion blanc sur case noire e3 · Fou noir sur case noire g3 · Dame noire sur case blanche a2 · Fou blanc sur case blanche e2 · Pion blanc sur case noire f2 · Roi blanc sur case noire g1 | Roi noir sur case noire f6 · Tour blanche sur case blanche g4 · Pion blanc sur case noire e3 · Fou noir sur case noire g3 · Dame noire sur case blanche a2 · Fou blanc sur case blanche e2 · Pion blanc sur case noire f2 · Roi blanc sur case noire g1 | Roi noir sur case noire f6 · Tour blanche sur case blanche g4 · Pion blanc sur case noire e3 · Fou noir sur case noire g3 · Dame noire sur case blanche a2 · Fou blanc sur case blanche e2 · Pion blanc sur case noire f2 · Roi blanc sur case noire g1 | Roi noir sur case noire f6 · Tour blanche sur case blanche g4 · Pion blanc sur case noire e3 · Fou noir sur case noire g3 · Dame noire sur case blanche a2 · Fou blanc sur case blanche e2 · Pion blanc sur case noire f2 · Roi blanc sur case noire g1 | Roi noir sur case noire f6 · Tour blanche sur case blanche g4 · Pion blanc sur case noire e3 · Fou noir sur case noire g3 · Dame noire sur case blanche a2 · Fou blanc sur case blanche e2 · Pion blanc sur case noire f2 · Roi blanc sur case noire g1 | Roi noir sur case noire f6 · Tour blanche sur case blanche g4 · Pion blanc sur case noire e3 · Fou noir sur case noire g3 · Dame noire sur case blanche a2 · Fou blanc sur case blanche e2 · Pion blanc sur case noire f2 · Roi blanc sur case noire g1 | 7 |
| 6 | Roi noir sur case noire f6 · Tour blanche sur case blanche g4 · Pion blanc sur case noire e3 · Fou noir sur case noire g3 · Dame noire sur case blanche a2 · Fou blanc sur case blanche e2 · Pion blanc sur case noire f2 · Roi blanc sur case noire g1 | Roi noir sur case noire f6 · Tour blanche sur case blanche g4 · Pion blanc sur case noire e3 · Fou noir sur case noire g3 · Dame noire sur case blanche a2 · Fou blanc sur case blanche e2 · Pion blanc sur case noire f2 · Roi blanc sur case noire g1 | Roi noir sur case noire f6 · Tour blanche sur case blanche g4 · Pion blanc sur case noire e3 · Fou noir sur case noire g3 · Dame noire sur case blanche a2 · Fou blanc sur case blanche e2 · Pion blanc sur case noire f2 · Roi blanc sur case noire g1 | Roi noir sur case noire f6 · Tour blanche sur case blanche g4 · Pion blanc sur case noire e3 · Fou noir sur case noire g3 · Dame noire sur case blanche a2 · Fou blanc sur case blanche e2 · Pion blanc sur case noire f2 · Roi blanc sur case noire g1 | Roi noir sur case noire f6 · Tour blanche sur case blanche g4 · Pion blanc sur case noire e3 · Fou noir sur case noire g3 · Dame noire sur case blanche a2 · Fou blanc sur case blanche e2 · Pion blanc sur case noire f2 · Roi blanc sur case noire g1 | Roi noir sur case noire f6 · Tour blanche sur case blanche g4 · Pion blanc sur case noire e3 · Fou noir sur case noire g3 · Dame noire sur case blanche a2 · Fou blanc sur case blanche e2 · Pion blanc sur case noire f2 · Roi blanc sur case noire g1 | Roi noir sur case noire f6 · Tour blanche sur case blanche g4 · Pion blanc sur case noire e3 · Fou noir sur case noire g3 · Dame noire sur case blanche a2 · Fou blanc sur case blanche e2 · Pion blanc sur case noire f2 · Roi blanc sur case noire g1 | Roi noir sur case noire f6 · Tour blanche sur case blanche g4 · Pion blanc sur case noire e3 · Fou noir sur case noire g3 · Dame noire sur case blanche a2 · Fou blanc sur case blanche e2 · Pion blanc sur case noire f2 · Roi blanc sur case noire g1 | 6 |
| 5 | Roi noir sur case noire f6 · Tour blanche sur case blanche g4 · Pion blanc sur case noire e3 · Fou noir sur case noire g3 · Dame noire sur case blanche a2 · Fou blanc sur case blanche e2 · Pion blanc sur case noire f2 · Roi blanc sur case noire g1 | Roi noir sur case noire f6 · Tour blanche sur case blanche g4 · Pion blanc sur case noire e3 · Fou noir sur case noire g3 · Dame noire sur case blanche a2 · Fou blanc sur case blanche e2 · Pion blanc sur case noire f2 · Roi blanc sur case noire g1 | Roi noir sur case noire f6 · Tour blanche sur case blanche g4 · Pion blanc sur case noire e3 · Fou noir sur case noire g3 · Dame noire sur case blanche a2 · Fou blanc sur case blanche e2 · Pion blanc sur case noire f2 · Roi blanc sur case noire g1 | Roi noir sur case noire f6 · Tour blanche sur case blanche g4 · Pion blanc sur case noire e3 · Fou noir sur case noire g3 · Dame noire sur case blanche a2 · Fou blanc sur case blanche e2 · Pion blanc sur case noire f2 · Roi blanc sur case noire g1 | Roi noir sur case noire f6 · Tour blanche sur case blanche g4 · Pion blanc sur case noire e3 · Fou noir sur case noire g3 · Dame noire sur case blanche a2 · Fou blanc sur case blanche e2 · Pion blanc sur case noire f2 · Roi blanc sur case noire g1 | Roi noir sur case noire f6 · Tour blanche sur case blanche g4 · Pion blanc sur case noire e3 · Fou noir sur case noire g3 · Dame noire sur case blanche a2 · Fou blanc sur case blanche e2 · Pion blanc sur case noire f2 · Roi blanc sur case noire g1 | Roi noir sur case noire f6 · Tour blanche sur case blanche g4 · Pion blanc sur case noire e3 · Fou noir sur case noire g3 · Dame noire sur case blanche a2 · Fou blanc sur case blanche e2 · Pion blanc sur case noire f2 · Roi blanc sur case noire g1 | Roi noir sur case noire f6 · Tour blanche sur case blanche g4 · Pion blanc sur case noire e3 · Fou noir sur case noire g3 · Dame noire sur case blanche a2 · Fou blanc sur case blanche e2 · Pion blanc sur case noire f2 · Roi blanc sur case noire g1 | 5 |
| 4 | Roi noir sur case noire f6 · Tour blanche sur case blanche g4 · Pion blanc sur case noire e3 · Fou noir sur case noire g3 · Dame noire sur case blanche a2 · Fou blanc sur case blanche e2 · Pion blanc sur case noire f2 · Roi blanc sur case noire g1 | Roi noir sur case noire f6 · Tour blanche sur case blanche g4 · Pion blanc sur case noire e3 · Fou noir sur case noire g3 · Dame noire sur case blanche a2 · Fou blanc sur case blanche e2 · Pion blanc sur case noire f2 · Roi blanc sur case noire g1 | Roi noir sur case noire f6 · Tour blanche sur case blanche g4 · Pion blanc sur case noire e3 · Fou noir sur case noire g3 · Dame noire sur case blanche a2 · Fou blanc sur case blanche e2 · Pion blanc sur case noire f2 · Roi blanc sur case noire g1 | Roi noir sur case noire f6 · Tour blanche sur case blanche g4 · Pion blanc sur case noire e3 · Fou noir sur case noire g3 · Dame noire sur case blanche a2 · Fou blanc sur case blanche e2 · Pion blanc sur case noire f2 · Roi blanc sur case noire g1 | Roi noir sur case noire f6 · Tour blanche sur case blanche g4 · Pion blanc sur case noire e3 · Fou noir sur case noire g3 · Dame noire sur case blanche a2 · Fou blanc sur case blanche e2 · Pion blanc sur case noire f2 · Roi blanc sur case noire g1 | Roi noir sur case noire f6 · Tour blanche sur case blanche g4 · Pion blanc sur case noire e3 · Fou noir sur case noire g3 · Dame noire sur case blanche a2 · Fou blanc sur case blanche e2 · Pion blanc sur case noire f2 · Roi blanc sur case noire g1 | Roi noir sur case noire f6 · Tour blanche sur case blanche g4 · Pion blanc sur case noire e3 · Fou noir sur case noire g3 · Dame noire sur case blanche a2 · Fou blanc sur case blanche e2 · Pion blanc sur case noire f2 · Roi blanc sur case noire g1 | Roi noir sur case noire f6 · Tour blanche sur case blanche g4 · Pion blanc sur case noire e3 · Fou noir sur case noire g3 · Dame noire sur case blanche a2 · Fou blanc sur case blanche e2 · Pion blanc sur case noire f2 · Roi blanc sur case noire g1 | 4 |
| 3 | Roi noir sur case noire f6 · Tour blanche sur case blanche g4 · Pion blanc sur case noire e3 · Fou noir sur case noire g3 · Dame noire sur case blanche a2 · Fou blanc sur case blanche e2 · Pion blanc sur case noire f2 · Roi blanc sur case noire g1 | Roi noir sur case noire f6 · Tour blanche sur case blanche g4 · Pion blanc sur case noire e3 · Fou noir sur case noire g3 · Dame noire sur case blanche a2 · Fou blanc sur case blanche e2 · Pion blanc sur case noire f2 · Roi blanc sur case noire g1 | Roi noir sur case noire f6 · Tour blanche sur case blanche g4 · Pion blanc sur case noire e3 · Fou noir sur case noire g3 · Dame noire sur case blanche a2 · Fou blanc sur case blanche e2 · Pion blanc sur case noire f2 · Roi blanc sur case noire g1 | Roi noir sur case noire f6 · Tour blanche sur case blanche g4 · Pion blanc sur case noire e3 · Fou noir sur case noire g3 · Dame noire sur case blanche a2 · Fou blanc sur case blanche e2 · Pion blanc sur case noire f2 · Roi blanc sur case noire g1 | Roi noir sur case noire f6 · Tour blanche sur case blanche g4 · Pion blanc sur case noire e3 · Fou noir sur case noire g3 · Dame noire sur case blanche a2 · Fou blanc sur case blanche e2 · Pion blanc sur case noire f2 · Roi blanc sur case noire g1 | Roi noir sur case noire f6 · Tour blanche sur case blanche g4 · Pion blanc sur case noire e3 · Fou noir sur case noire g3 · Dame noire sur case blanche a2 · Fou blanc sur case blanche e2 · Pion blanc sur case noire f2 · Roi blanc sur case noire g1 | Roi noir sur case noire f6 · Tour blanche sur case blanche g4 · Pion blanc sur case noire e3 · Fou noir sur case noire g3 · Dame noire sur case blanche a2 · Fou blanc sur case blanche e2 · Pion blanc sur case noire f2 · Roi blanc sur case noire g1 | Roi noir sur case noire f6 · Tour blanche sur case blanche g4 · Pion blanc sur case noire e3 · Fou noir sur case noire g3 · Dame noire sur case blanche a2 · Fou blanc sur case blanche e2 · Pion blanc sur case noire f2 · Roi blanc sur case noire g1 | 3 |
| 2 | Roi noir sur case noire f6 · Tour blanche sur case blanche g4 · Pion blanc sur case noire e3 · Fou noir sur case noire g3 · Dame noire sur case blanche a2 · Fou blanc sur case blanche e2 · Pion blanc sur case noire f2 · Roi blanc sur case noire g1 | Roi noir sur case noire f6 · Tour blanche sur case blanche g4 · Pion blanc sur case noire e3 · Fou noir sur case noire g3 · Dame noire sur case blanche a2 · Fou blanc sur case blanche e2 · Pion blanc sur case noire f2 · Roi blanc sur case noire g1 | Roi noir sur case noire f6 · Tour blanche sur case blanche g4 · Pion blanc sur case noire e3 · Fou noir sur case noire g3 · Dame noire sur case blanche a2 · Fou blanc sur case blanche e2 · Pion blanc sur case noire f2 · Roi blanc sur case noire g1 | Roi noir sur case noire f6 · Tour blanche sur case blanche g4 · Pion blanc sur case noire e3 · Fou noir sur case noire g3 · Dame noire sur case blanche a2 · Fou blanc sur case blanche e2 · Pion blanc sur case noire f2 · Roi blanc sur case noire g1 | Roi noir sur case noire f6 · Tour blanche sur case blanche g4 · Pion blanc sur case noire e3 · Fou noir sur case noire g3 · Dame noire sur case blanche a2 · Fou blanc sur case blanche e2 · Pion blanc sur case noire f2 · Roi blanc sur case noire g1 | Roi noir sur case noire f6 · Tour blanche sur case blanche g4 · Pion blanc sur case noire e3 · Fou noir sur case noire g3 · Dame noire sur case blanche a2 · Fou blanc sur case blanche e2 · Pion blanc sur case noire f2 · Roi blanc sur case noire g1 | Roi noir sur case noire f6 · Tour blanche sur case blanche g4 · Pion blanc sur case noire e3 · Fou noir sur case noire g3 · Dame noire sur case blanche a2 · Fou blanc sur case blanche e2 · Pion blanc sur case noire f2 · Roi blanc sur case noire g1 | Roi noir sur case noire f6 · Tour blanche sur case blanche g4 · Pion blanc sur case noire e3 · Fou noir sur case noire g3 · Dame noire sur case blanche a2 · Fou blanc sur case blanche e2 · Pion blanc sur case noire f2 · Roi blanc sur case noire g1 | 2 |
| 1 | Roi noir sur case noire f6 · Tour blanche sur case blanche g4 · Pion blanc sur case noire e3 · Fou noir sur case noire g3 · Dame noire sur case blanche a2 · Fou blanc sur case blanche e2 · Pion blanc sur case noire f2 · Roi blanc sur case noire g1 | Roi noir sur case noire f6 · Tour blanche sur case blanche g4 · Pion blanc sur case noire e3 · Fou noir sur case noire g3 · Dame noire sur case blanche a2 · Fou blanc sur case blanche e2 · Pion blanc sur case noire f2 · Roi blanc sur case noire g1 | Roi noir sur case noire f6 · Tour blanche sur case blanche g4 · Pion blanc sur case noire e3 · Fou noir sur case noire g3 · Dame noire sur case blanche a2 · Fou blanc sur case blanche e2 · Pion blanc sur case noire f2 · Roi blanc sur case noire g1 | Roi noir sur case noire f6 · Tour blanche sur case blanche g4 · Pion blanc sur case noire e3 · Fou noir sur case noire g3 · Dame noire sur case blanche a2 · Fou blanc sur case blanche e2 · Pion blanc sur case noire f2 · Roi blanc sur case noire g1 | Roi noir sur case noire f6 · Tour blanche sur case blanche g4 · Pion blanc sur case noire e3 · Fou noir sur case noire g3 · Dame noire sur case blanche a2 · Fou blanc sur case blanche e2 · Pion blanc sur case noire f2 · Roi blanc sur case noire g1 | Roi noir sur case noire f6 · Tour blanche sur case blanche g4 · Pion blanc sur case noire e3 · Fou noir sur case noire g3 · Dame noire sur case blanche a2 · Fou blanc sur case blanche e2 · Pion blanc sur case noire f2 · Roi blanc sur case noire g1 | Roi noir sur case noire f6 · Tour blanche sur case blanche g4 · Pion blanc sur case noire e3 · Fou noir sur case noire g3 · Dame noire sur case blanche a2 · Fou blanc sur case blanche e2 · Pion blanc sur case noire f2 · Roi blanc sur case noire g1 | Roi noir sur case noire f6 · Tour blanche sur case blanche g4 · Pion blanc sur case noire e3 · Fou noir sur case noire g3 · Dame noire sur case blanche a2 · Fou blanc sur case blanche e2 · Pion blanc sur case noire f2 · Roi blanc sur case noire g1 | 1 |
|   | a | b | c | d | e | f | g | h |   |

|   | a | b | c | d | e | f | g | h |   |
| 8 | Dame noire sur case blanche h7 · Fou noir sur case noire e5 · Tour blanche sur case noire d4 · Pion blanc sur case noire e3 · Roi noir sur case noire d2 · Pion blanc sur case noire f2 · Fou blanc sur case blanche f1 · Roi blanc sur case noire g1 | Dame noire sur case blanche h7 · Fou noir sur case noire e5 · Tour blanche sur case noire d4 · Pion blanc sur case noire e3 · Roi noir sur case noire d2 · Pion blanc sur case noire f2 · Fou blanc sur case blanche f1 · Roi blanc sur case noire g1 | Dame noire sur case blanche h7 · Fou noir sur case noire e5 · Tour blanche sur case noire d4 · Pion blanc sur case noire e3 · Roi noir sur case noire d2 · Pion blanc sur case noire f2 · Fou blanc sur case blanche f1 · Roi blanc sur case noire g1 | Dame noire sur case blanche h7 · Fou noir sur case noire e5 · Tour blanche sur case noire d4 · Pion blanc sur case noire e3 · Roi noir sur case noire d2 · Pion blanc sur case noire f2 · Fou blanc sur case blanche f1 · Roi blanc sur case noire g1 | Dame noire sur case blanche h7 · Fou noir sur case noire e5 · Tour blanche sur case noire d4 · Pion blanc sur case noire e3 · Roi noir sur case noire d2 · Pion blanc sur case noire f2 · Fou blanc sur case blanche f1 · Roi blanc sur case noire g1 | Dame noire sur case blanche h7 · Fou noir sur case noire e5 · Tour blanche sur case noire d4 · Pion blanc sur case noire e3 · Roi noir sur case noire d2 · Pion blanc sur case noire f2 · Fou blanc sur case blanche f1 · Roi blanc sur case noire g1 | Dame noire sur case blanche h7 · Fou noir sur case noire e5 · Tour blanche sur case noire d4 · Pion blanc sur case noire e3 · Roi noir sur case noire d2 · Pion blanc sur case noire f2 · Fou blanc sur case blanche f1 · Roi blanc sur case noire g1 | Dame noire sur case blanche h7 · Fou noir sur case noire e5 · Tour blanche sur case noire d4 · Pion blanc sur case noire e3 · Roi noir sur case noire d2 · Pion blanc sur case noire f2 · Fou blanc sur case blanche f1 · Roi blanc sur case noire g1 | 8 |
| 7 | Dame noire sur case blanche h7 · Fou noir sur case noire e5 · Tour blanche sur case noire d4 · Pion blanc sur case noire e3 · Roi noir sur case noire d2 · Pion blanc sur case noire f2 · Fou blanc sur case blanche f1 · Roi blanc sur case noire g1 | Dame noire sur case blanche h7 · Fou noir sur case noire e5 · Tour blanche sur case noire d4 · Pion blanc sur case noire e3 · Roi noir sur case noire d2 · Pion blanc sur case noire f2 · Fou blanc sur case blanche f1 · Roi blanc sur case noire g1 | Dame noire sur case blanche h7 · Fou noir sur case noire e5 · Tour blanche sur case noire d4 · Pion blanc sur case noire e3 · Roi noir sur case noire d2 · Pion blanc sur case noire f2 · Fou blanc sur case blanche f1 · Roi blanc sur case noire g1 | Dame noire sur case blanche h7 · Fou noir sur case noire e5 · Tour blanche sur case noire d4 · Pion blanc sur case noire e3 · Roi noir sur case noire d2 · Pion blanc sur case noire f2 · Fou blanc sur case blanche f1 · Roi blanc sur case noire g1 | Dame noire sur case blanche h7 · Fou noir sur case noire e5 · Tour blanche sur case noire d4 · Pion blanc sur case noire e3 · Roi noir sur case noire d2 · Pion blanc sur case noire f2 · Fou blanc sur case blanche f1 · Roi blanc sur case noire g1 | Dame noire sur case blanche h7 · Fou noir sur case noire e5 · Tour blanche sur case noire d4 · Pion blanc sur case noire e3 · Roi noir sur case noire d2 · Pion blanc sur case noire f2 · Fou blanc sur case blanche f1 · Roi blanc sur case noire g1 | Dame noire sur case blanche h7 · Fou noir sur case noire e5 · Tour blanche sur case noire d4 · Pion blanc sur case noire e3 · Roi noir sur case noire d2 · Pion blanc sur case noire f2 · Fou blanc sur case blanche f1 · Roi blanc sur case noire g1 | Dame noire sur case blanche h7 · Fou noir sur case noire e5 · Tour blanche sur case noire d4 · Pion blanc sur case noire e3 · Roi noir sur case noire d2 · Pion blanc sur case noire f2 · Fou blanc sur case blanche f1 · Roi blanc sur case noire g1 | 7 |
| 6 | Dame noire sur case blanche h7 · Fou noir sur case noire e5 · Tour blanche sur case noire d4 · Pion blanc sur case noire e3 · Roi noir sur case noire d2 · Pion blanc sur case noire f2 · Fou blanc sur case blanche f1 · Roi blanc sur case noire g1 | Dame noire sur case blanche h7 · Fou noir sur case noire e5 · Tour blanche sur case noire d4 · Pion blanc sur case noire e3 · Roi noir sur case noire d2 · Pion blanc sur case noire f2 · Fou blanc sur case blanche f1 · Roi blanc sur case noire g1 | Dame noire sur case blanche h7 · Fou noir sur case noire e5 · Tour blanche sur case noire d4 · Pion blanc sur case noire e3 · Roi noir sur case noire d2 · Pion blanc sur case noire f2 · Fou blanc sur case blanche f1 · Roi blanc sur case noire g1 | Dame noire sur case blanche h7 · Fou noir sur case noire e5 · Tour blanche sur case noire d4 · Pion blanc sur case noire e3 · Roi noir sur case noire d2 · Pion blanc sur case noire f2 · Fou blanc sur case blanche f1 · Roi blanc sur case noire g1 | Dame noire sur case blanche h7 · Fou noir sur case noire e5 · Tour blanche sur case noire d4 · Pion blanc sur case noire e3 · Roi noir sur case noire d2 · Pion blanc sur case noire f2 · Fou blanc sur case blanche f1 · Roi blanc sur case noire g1 | Dame noire sur case blanche h7 · Fou noir sur case noire e5 · Tour blanche sur case noire d4 · Pion blanc sur case noire e3 · Roi noir sur case noire d2 · Pion blanc sur case noire f2 · Fou blanc sur case blanche f1 · Roi blanc sur case noire g1 | Dame noire sur case blanche h7 · Fou noir sur case noire e5 · Tour blanche sur case noire d4 · Pion blanc sur case noire e3 · Roi noir sur case noire d2 · Pion blanc sur case noire f2 · Fou blanc sur case blanche f1 · Roi blanc sur case noire g1 | Dame noire sur case blanche h7 · Fou noir sur case noire e5 · Tour blanche sur case noire d4 · Pion blanc sur case noire e3 · Roi noir sur case noire d2 · Pion blanc sur case noire f2 · Fou blanc sur case blanche f1 · Roi blanc sur case noire g1 | 6 |
| 5 | Dame noire sur case blanche h7 · Fou noir sur case noire e5 · Tour blanche sur case noire d4 · Pion blanc sur case noire e3 · Roi noir sur case noire d2 · Pion blanc sur case noire f2 · Fou blanc sur case blanche f1 · Roi blanc sur case noire g1 | Dame noire sur case blanche h7 · Fou noir sur case noire e5 · Tour blanche sur case noire d4 · Pion blanc sur case noire e3 · Roi noir sur case noire d2 · Pion blanc sur case noire f2 · Fou blanc sur case blanche f1 · Roi blanc sur case noire g1 | Dame noire sur case blanche h7 · Fou noir sur case noire e5 · Tour blanche sur case noire d4 · Pion blanc sur case noire e3 · Roi noir sur case noire d2 · Pion blanc sur case noire f2 · Fou blanc sur case blanche f1 · Roi blanc sur case noire g1 | Dame noire sur case blanche h7 · Fou noir sur case noire e5 · Tour blanche sur case noire d4 · Pion blanc sur case noire e3 · Roi noir sur case noire d2 · Pion blanc sur case noire f2 · Fou blanc sur case blanche f1 · Roi blanc sur case noire g1 | Dame noire sur case blanche h7 · Fou noir sur case noire e5 · Tour blanche sur case noire d4 · Pion blanc sur case noire e3 · Roi noir sur case noire d2 · Pion blanc sur case noire f2 · Fou blanc sur case blanche f1 · Roi blanc sur case noire g1 | Dame noire sur case blanche h7 · Fou noir sur case noire e5 · Tour blanche sur case noire d4 · Pion blanc sur case noire e3 · Roi noir sur case noire d2 · Pion blanc sur case noire f2 · Fou blanc sur case blanche f1 · Roi blanc sur case noire g1 | Dame noire sur case blanche h7 · Fou noir sur case noire e5 · Tour blanche sur case noire d4 · Pion blanc sur case noire e3 · Roi noir sur case noire d2 · Pion blanc sur case noire f2 · Fou blanc sur case blanche f1 · Roi blanc sur case noire g1 | Dame noire sur case blanche h7 · Fou noir sur case noire e5 · Tour blanche sur case noire d4 · Pion blanc sur case noire e3 · Roi noir sur case noire d2 · Pion blanc sur case noire f2 · Fou blanc sur case blanche f1 · Roi blanc sur case noire g1 | 5 |
| 4 | Dame noire sur case blanche h7 · Fou noir sur case noire e5 · Tour blanche sur case noire d4 · Pion blanc sur case noire e3 · Roi noir sur case noire d2 · Pion blanc sur case noire f2 · Fou blanc sur case blanche f1 · Roi blanc sur case noire g1 | Dame noire sur case blanche h7 · Fou noir sur case noire e5 · Tour blanche sur case noire d4 · Pion blanc sur case noire e3 · Roi noir sur case noire d2 · Pion blanc sur case noire f2 · Fou blanc sur case blanche f1 · Roi blanc sur case noire g1 | Dame noire sur case blanche h7 · Fou noir sur case noire e5 · Tour blanche sur case noire d4 · Pion blanc sur case noire e3 · Roi noir sur case noire d2 · Pion blanc sur case noire f2 · Fou blanc sur case blanche f1 · Roi blanc sur case noire g1 | Dame noire sur case blanche h7 · Fou noir sur case noire e5 · Tour blanche sur case noire d4 · Pion blanc sur case noire e3 · Roi noir sur case noire d2 · Pion blanc sur case noire f2 · Fou blanc sur case blanche f1 · Roi blanc sur case noire g1 | Dame noire sur case blanche h7 · Fou noir sur case noire e5 · Tour blanche sur case noire d4 · Pion blanc sur case noire e3 · Roi noir sur case noire d2 · Pion blanc sur case noire f2 · Fou blanc sur case blanche f1 · Roi blanc sur case noire g1 | Dame noire sur case blanche h7 · Fou noir sur case noire e5 · Tour blanche sur case noire d4 · Pion blanc sur case noire e3 · Roi noir sur case noire d2 · Pion blanc sur case noire f2 · Fou blanc sur case blanche f1 · Roi blanc sur case noire g1 | Dame noire sur case blanche h7 · Fou noir sur case noire e5 · Tour blanche sur case noire d4 · Pion blanc sur case noire e3 · Roi noir sur case noire d2 · Pion blanc sur case noire f2 · Fou blanc sur case blanche f1 · Roi blanc sur case noire g1 | Dame noire sur case blanche h7 · Fou noir sur case noire e5 · Tour blanche sur case noire d4 · Pion blanc sur case noire e3 · Roi noir sur case noire d2 · Pion blanc sur case noire f2 · Fou blanc sur case blanche f1 · Roi blanc sur case noire g1 | 4 |
| 3 | Dame noire sur case blanche h7 · Fou noir sur case noire e5 · Tour blanche sur case noire d4 · Pion blanc sur case noire e3 · Roi noir sur case noire d2 · Pion blanc sur case noire f2 · Fou blanc sur case blanche f1 · Roi blanc sur case noire g1 | Dame noire sur case blanche h7 · Fou noir sur case noire e5 · Tour blanche sur case noire d4 · Pion blanc sur case noire e3 · Roi noir sur case noire d2 · Pion blanc sur case noire f2 · Fou blanc sur case blanche f1 · Roi blanc sur case noire g1 | Dame noire sur case blanche h7 · Fou noir sur case noire e5 · Tour blanche sur case noire d4 · Pion blanc sur case noire e3 · Roi noir sur case noire d2 · Pion blanc sur case noire f2 · Fou blanc sur case blanche f1 · Roi blanc sur case noire g1 | Dame noire sur case blanche h7 · Fou noir sur case noire e5 · Tour blanche sur case noire d4 · Pion blanc sur case noire e3 · Roi noir sur case noire d2 · Pion blanc sur case noire f2 · Fou blanc sur case blanche f1 · Roi blanc sur case noire g1 | Dame noire sur case blanche h7 · Fou noir sur case noire e5 · Tour blanche sur case noire d4 · Pion blanc sur case noire e3 · Roi noir sur case noire d2 · Pion blanc sur case noire f2 · Fou blanc sur case blanche f1 · Roi blanc sur case noire g1 | Dame noire sur case blanche h7 · Fou noir sur case noire e5 · Tour blanche sur case noire d4 · Pion blanc sur case noire e3 · Roi noir sur case noire d2 · Pion blanc sur case noire f2 · Fou blanc sur case blanche f1 · Roi blanc sur case noire g1 | Dame noire sur case blanche h7 · Fou noir sur case noire e5 · Tour blanche sur case noire d4 · Pion blanc sur case noire e3 · Roi noir sur case noire d2 · Pion blanc sur case noire f2 · Fou blanc sur case blanche f1 · Roi blanc sur case noire g1 | Dame noire sur case blanche h7 · Fou noir sur case noire e5 · Tour blanche sur case noire d4 · Pion blanc sur case noire e3 · Roi noir sur case noire d2 · Pion blanc sur case noire f2 · Fou blanc sur case blanche f1 · Roi blanc sur case noire g1 | 3 |
| 2 | Dame noire sur case blanche h7 · Fou noir sur case noire e5 · Tour blanche sur case noire d4 · Pion blanc sur case noire e3 · Roi noir sur case noire d2 · Pion blanc sur case noire f2 · Fou blanc sur case blanche f1 · Roi blanc sur case noire g1 | Dame noire sur case blanche h7 · Fou noir sur case noire e5 · Tour blanche sur case noire d4 · Pion blanc sur case noire e3 · Roi noir sur case noire d2 · Pion blanc sur case noire f2 · Fou blanc sur case blanche f1 · Roi blanc sur case noire g1 | Dame noire sur case blanche h7 · Fou noir sur case noire e5 · Tour blanche sur case noire d4 · Pion blanc sur case noire e3 · Roi noir sur case noire d2 · Pion blanc sur case noire f2 · Fou blanc sur case blanche f1 · Roi blanc sur case noire g1 | Dame noire sur case blanche h7 · Fou noir sur case noire e5 · Tour blanche sur case noire d4 · Pion blanc sur case noire e3 · Roi noir sur case noire d2 · Pion blanc sur case noire f2 · Fou blanc sur case blanche f1 · Roi blanc sur case noire g1 | Dame noire sur case blanche h7 · Fou noir sur case noire e5 · Tour blanche sur case noire d4 · Pion blanc sur case noire e3 · Roi noir sur case noire d2 · Pion blanc sur case noire f2 · Fou blanc sur case blanche f1 · Roi blanc sur case noire g1 | Dame noire sur case blanche h7 · Fou noir sur case noire e5 · Tour blanche sur case noire d4 · Pion blanc sur case noire e3 · Roi noir sur case noire d2 · Pion blanc sur case noire f2 · Fou blanc sur case blanche f1 · Roi blanc sur case noire g1 | Dame noire sur case blanche h7 · Fou noir sur case noire e5 · Tour blanche sur case noire d4 · Pion blanc sur case noire e3 · Roi noir sur case noire d2 · Pion blanc sur case noire f2 · Fou blanc sur case blanche f1 · Roi blanc sur case noire g1 | Dame noire sur case blanche h7 · Fou noir sur case noire e5 · Tour blanche sur case noire d4 · Pion blanc sur case noire e3 · Roi noir sur case noire d2 · Pion blanc sur case noire f2 · Fou blanc sur case blanche f1 · Roi blanc sur case noire g1 | 2 |
| 1 | Dame noire sur case blanche h7 · Fou noir sur case noire e5 · Tour blanche sur case noire d4 · Pion blanc sur case noire e3 · Roi noir sur case noire d2 · Pion blanc sur case noire f2 · Fou blanc sur case blanche f1 · Roi blanc sur case noire g1 | Dame noire sur case blanche h7 · Fou noir sur case noire e5 · Tour blanche sur case noire d4 · Pion blanc sur case noire e3 · Roi noir sur case noire d2 · Pion blanc sur case noire f2 · Fou blanc sur case blanche f1 · Roi blanc sur case noire g1 | Dame noire sur case blanche h7 · Fou noir sur case noire e5 · Tour blanche sur case noire d4 · Pion blanc sur case noire e3 · Roi noir sur case noire d2 · Pion blanc sur case noire f2 · Fou blanc sur case blanche f1 · Roi blanc sur case noire g1 | Dame noire sur case blanche h7 · Fou noir sur case noire e5 · Tour blanche sur case noire d4 · Pion blanc sur case noire e3 · Roi noir sur case noire d2 · Pion blanc sur case noire f2 · Fou blanc sur case blanche f1 · Roi blanc sur case noire g1 | Dame noire sur case blanche h7 · Fou noir sur case noire e5 · Tour blanche sur case noire d4 · Pion blanc sur case noire e3 · Roi noir sur case noire d2 · Pion blanc sur case noire f2 · Fou blanc sur case blanche f1 · Roi blanc sur case noire g1 | Dame noire sur case blanche h7 · Fou noir sur case noire e5 · Tour blanche sur case noire d4 · Pion blanc sur case noire e3 · Roi noir sur case noire d2 · Pion blanc sur case noire f2 · Fou blanc sur case blanche f1 · Roi blanc sur case noire g1 | Dame noire sur case blanche h7 · Fou noir sur case noire e5 · Tour blanche sur case noire d4 · Pion blanc sur case noire e3 · Roi noir sur case noire d2 · Pion blanc sur case noire f2 · Fou blanc sur case blanche f1 · Roi blanc sur case noire g1 | Dame noire sur case blanche h7 · Fou noir sur case noire e5 · Tour blanche sur case noire d4 · Pion blanc sur case noire e3 · Roi noir sur case noire d2 · Pion blanc sur case noire f2 · Fou blanc sur case blanche f1 · Roi blanc sur case noire g1 | 1 |
|   | a | b | c | d | e | f | g | h |   |

Dans la partie Vassili Ivantchouk - Gata Kamsky, Grand Prix de Jermuk 2009, les Blancs ont une position perdante, mais sauveront le demi-point grâce à la règle des 50 coups.
Facétieux, le joueur ukrainien réclama la nulle en jouant le provocateur 114.Td4+.

### Compositions échiquéennes
Il existe des études d'échecs reposant sur la règle des 50 coups, telles que l'exemple qui suit, créé par Mark Libourkine,:
|   | a | b | c | d | e | f | g | h |   |
| 8 | Pion noir sur case blanche b7 · Pion noir sur case noire b6 · Roi noir sur case noire a5 · Pion blanc sur case blanche b5 · Pion noir sur case noire c5 · Pion blanc sur case blanche f5 · Roi blanc sur case blanche h5 · Pion blanc sur case blanche c4 · Cavalier blanc sur case noire a3 · Pion blanc sur case noire c3 · Pion noir sur case blanche d3 · Dame noire sur case blanche a2 · Pion blanc sur case noire d2 · Cavalier blanc sur case blanche b1 | Pion noir sur case blanche b7 · Pion noir sur case noire b6 · Roi noir sur case noire a5 · Pion blanc sur case blanche b5 · Pion noir sur case noire c5 · Pion blanc sur case blanche f5 · Roi blanc sur case blanche h5 · Pion blanc sur case blanche c4 · Cavalier blanc sur case noire a3 · Pion blanc sur case noire c3 · Pion noir sur case blanche d3 · Dame noire sur case blanche a2 · Pion blanc sur case noire d2 · Cavalier blanc sur case blanche b1 | Pion noir sur case blanche b7 · Pion noir sur case noire b6 · Roi noir sur case noire a5 · Pion blanc sur case blanche b5 · Pion noir sur case noire c5 · Pion blanc sur case blanche f5 · Roi blanc sur case blanche h5 · Pion blanc sur case blanche c4 · Cavalier blanc sur case noire a3 · Pion blanc sur case noire c3 · Pion noir sur case blanche d3 · Dame noire sur case blanche a2 · Pion blanc sur case noire d2 · Cavalier blanc sur case blanche b1 | Pion noir sur case blanche b7 · Pion noir sur case noire b6 · Roi noir sur case noire a5 · Pion blanc sur case blanche b5 · Pion noir sur case noire c5 · Pion blanc sur case blanche f5 · Roi blanc sur case blanche h5 · Pion blanc sur case blanche c4 · Cavalier blanc sur case noire a3 · Pion blanc sur case noire c3 · Pion noir sur case blanche d3 · Dame noire sur case blanche a2 · Pion blanc sur case noire d2 · Cavalier blanc sur case blanche b1 | Pion noir sur case blanche b7 · Pion noir sur case noire b6 · Roi noir sur case noire a5 · Pion blanc sur case blanche b5 · Pion noir sur case noire c5 · Pion blanc sur case blanche f5 · Roi blanc sur case blanche h5 · Pion blanc sur case blanche c4 · Cavalier blanc sur case noire a3 · Pion blanc sur case noire c3 · Pion noir sur case blanche d3 · Dame noire sur case blanche a2 · Pion blanc sur case noire d2 · Cavalier blanc sur case blanche b1 | Pion noir sur case blanche b7 · Pion noir sur case noire b6 · Roi noir sur case noire a5 · Pion blanc sur case blanche b5 · Pion noir sur case noire c5 · Pion blanc sur case blanche f5 · Roi blanc sur case blanche h5 · Pion blanc sur case blanche c4 · Cavalier blanc sur case noire a3 · Pion blanc sur case noire c3 · Pion noir sur case blanche d3 · Dame noire sur case blanche a2 · Pion blanc sur case noire d2 · Cavalier blanc sur case blanche b1 | Pion noir sur case blanche b7 · Pion noir sur case noire b6 · Roi noir sur case noire a5 · Pion blanc sur case blanche b5 · Pion noir sur case noire c5 · Pion blanc sur case blanche f5 · Roi blanc sur case blanche h5 · Pion blanc sur case blanche c4 · Cavalier blanc sur case noire a3 · Pion blanc sur case noire c3 · Pion noir sur case blanche d3 · Dame noire sur case blanche a2 · Pion blanc sur case noire d2 · Cavalier blanc sur case blanche b1 | Pion noir sur case blanche b7 · Pion noir sur case noire b6 · Roi noir sur case noire a5 · Pion blanc sur case blanche b5 · Pion noir sur case noire c5 · Pion blanc sur case blanche f5 · Roi blanc sur case blanche h5 · Pion blanc sur case blanche c4 · Cavalier blanc sur case noire a3 · Pion blanc sur case noire c3 · Pion noir sur case blanche d3 · Dame noire sur case blanche a2 · Pion blanc sur case noire d2 · Cavalier blanc sur case blanche b1 | 8 |
| 7 | Pion noir sur case blanche b7 · Pion noir sur case noire b6 · Roi noir sur case noire a5 · Pion blanc sur case blanche b5 · Pion noir sur case noire c5 · Pion blanc sur case blanche f5 · Roi blanc sur case blanche h5 · Pion blanc sur case blanche c4 · Cavalier blanc sur case noire a3 · Pion blanc sur case noire c3 · Pion noir sur case blanche d3 · Dame noire sur case blanche a2 · Pion blanc sur case noire d2 · Cavalier blanc sur case blanche b1 | Pion noir sur case blanche b7 · Pion noir sur case noire b6 · Roi noir sur case noire a5 · Pion blanc sur case blanche b5 · Pion noir sur case noire c5 · Pion blanc sur case blanche f5 · Roi blanc sur case blanche h5 · Pion blanc sur case blanche c4 · Cavalier blanc sur case noire a3 · Pion blanc sur case noire c3 · Pion noir sur case blanche d3 · Dame noire sur case blanche a2 · Pion blanc sur case noire d2 · Cavalier blanc sur case blanche b1 | Pion noir sur case blanche b7 · Pion noir sur case noire b6 · Roi noir sur case noire a5 · Pion blanc sur case blanche b5 · Pion noir sur case noire c5 · Pion blanc sur case blanche f5 · Roi blanc sur case blanche h5 · Pion blanc sur case blanche c4 · Cavalier blanc sur case noire a3 · Pion blanc sur case noire c3 · Pion noir sur case blanche d3 · Dame noire sur case blanche a2 · Pion blanc sur case noire d2 · Cavalier blanc sur case blanche b1 | Pion noir sur case blanche b7 · Pion noir sur case noire b6 · Roi noir sur case noire a5 · Pion blanc sur case blanche b5 · Pion noir sur case noire c5 · Pion blanc sur case blanche f5 · Roi blanc sur case blanche h5 · Pion blanc sur case blanche c4 · Cavalier blanc sur case noire a3 · Pion blanc sur case noire c3 · Pion noir sur case blanche d3 · Dame noire sur case blanche a2 · Pion blanc sur case noire d2 · Cavalier blanc sur case blanche b1 | Pion noir sur case blanche b7 · Pion noir sur case noire b6 · Roi noir sur case noire a5 · Pion blanc sur case blanche b5 · Pion noir sur case noire c5 · Pion blanc sur case blanche f5 · Roi blanc sur case blanche h5 · Pion blanc sur case blanche c4 · Cavalier blanc sur case noire a3 · Pion blanc sur case noire c3 · Pion noir sur case blanche d3 · Dame noire sur case blanche a2 · Pion blanc sur case noire d2 · Cavalier blanc sur case blanche b1 | Pion noir sur case blanche b7 · Pion noir sur case noire b6 · Roi noir sur case noire a5 · Pion blanc sur case blanche b5 · Pion noir sur case noire c5 · Pion blanc sur case blanche f5 · Roi blanc sur case blanche h5 · Pion blanc sur case blanche c4 · Cavalier blanc sur case noire a3 · Pion blanc sur case noire c3 · Pion noir sur case blanche d3 · Dame noire sur case blanche a2 · Pion blanc sur case noire d2 · Cavalier blanc sur case blanche b1 | Pion noir sur case blanche b7 · Pion noir sur case noire b6 · Roi noir sur case noire a5 · Pion blanc sur case blanche b5 · Pion noir sur case noire c5 · Pion blanc sur case blanche f5 · Roi blanc sur case blanche h5 · Pion blanc sur case blanche c4 · Cavalier blanc sur case noire a3 · Pion blanc sur case noire c3 · Pion noir sur case blanche d3 · Dame noire sur case blanche a2 · Pion blanc sur case noire d2 · Cavalier blanc sur case blanche b1 | Pion noir sur case blanche b7 · Pion noir sur case noire b6 · Roi noir sur case noire a5 · Pion blanc sur case blanche b5 · Pion noir sur case noire c5 · Pion blanc sur case blanche f5 · Roi blanc sur case blanche h5 · Pion blanc sur case blanche c4 · Cavalier blanc sur case noire a3 · Pion blanc sur case noire c3 · Pion noir sur case blanche d3 · Dame noire sur case blanche a2 · Pion blanc sur case noire d2 · Cavalier blanc sur case blanche b1 | 7 |
| 6 | Pion noir sur case blanche b7 · Pion noir sur case noire b6 · Roi noir sur case noire a5 · Pion blanc sur case blanche b5 · Pion noir sur case noire c5 · Pion blanc sur case blanche f5 · Roi blanc sur case blanche h5 · Pion blanc sur case blanche c4 · Cavalier blanc sur case noire a3 · Pion blanc sur case noire c3 · Pion noir sur case blanche d3 · Dame noire sur case blanche a2 · Pion blanc sur case noire d2 · Cavalier blanc sur case blanche b1 | Pion noir sur case blanche b7 · Pion noir sur case noire b6 · Roi noir sur case noire a5 · Pion blanc sur case blanche b5 · Pion noir sur case noire c5 · Pion blanc sur case blanche f5 · Roi blanc sur case blanche h5 · Pion blanc sur case blanche c4 · Cavalier blanc sur case noire a3 · Pion blanc sur case noire c3 · Pion noir sur case blanche d3 · Dame noire sur case blanche a2 · Pion blanc sur case noire d2 · Cavalier blanc sur case blanche b1 | Pion noir sur case blanche b7 · Pion noir sur case noire b6 · Roi noir sur case noire a5 · Pion blanc sur case blanche b5 · Pion noir sur case noire c5 · Pion blanc sur case blanche f5 · Roi blanc sur case blanche h5 · Pion blanc sur case blanche c4 · Cavalier blanc sur case noire a3 · Pion blanc sur case noire c3 · Pion noir sur case blanche d3 · Dame noire sur case blanche a2 · Pion blanc sur case noire d2 · Cavalier blanc sur case blanche b1 | Pion noir sur case blanche b7 · Pion noir sur case noire b6 · Roi noir sur case noire a5 · Pion blanc sur case blanche b5 · Pion noir sur case noire c5 · Pion blanc sur case blanche f5 · Roi blanc sur case blanche h5 · Pion blanc sur case blanche c4 · Cavalier blanc sur case noire a3 · Pion blanc sur case noire c3 · Pion noir sur case blanche d3 · Dame noire sur case blanche a2 · Pion blanc sur case noire d2 · Cavalier blanc sur case blanche b1 | Pion noir sur case blanche b7 · Pion noir sur case noire b6 · Roi noir sur case noire a5 · Pion blanc sur case blanche b5 · Pion noir sur case noire c5 · Pion blanc sur case blanche f5 · Roi blanc sur case blanche h5 · Pion blanc sur case blanche c4 · Cavalier blanc sur case noire a3 · Pion blanc sur case noire c3 · Pion noir sur case blanche d3 · Dame noire sur case blanche a2 · Pion blanc sur case noire d2 · Cavalier blanc sur case blanche b1 | Pion noir sur case blanche b7 · Pion noir sur case noire b6 · Roi noir sur case noire a5 · Pion blanc sur case blanche b5 · Pion noir sur case noire c5 · Pion blanc sur case blanche f5 · Roi blanc sur case blanche h5 · Pion blanc sur case blanche c4 · Cavalier blanc sur case noire a3 · Pion blanc sur case noire c3 · Pion noir sur case blanche d3 · Dame noire sur case blanche a2 · Pion blanc sur case noire d2 · Cavalier blanc sur case blanche b1 | Pion noir sur case blanche b7 · Pion noir sur case noire b6 · Roi noir sur case noire a5 · Pion blanc sur case blanche b5 · Pion noir sur case noire c5 · Pion blanc sur case blanche f5 · Roi blanc sur case blanche h5 · Pion blanc sur case blanche c4 · Cavalier blanc sur case noire a3 · Pion blanc sur case noire c3 · Pion noir sur case blanche d3 · Dame noire sur case blanche a2 · Pion blanc sur case noire d2 · Cavalier blanc sur case blanche b1 | Pion noir sur case blanche b7 · Pion noir sur case noire b6 · Roi noir sur case noire a5 · Pion blanc sur case blanche b5 · Pion noir sur case noire c5 · Pion blanc sur case blanche f5 · Roi blanc sur case blanche h5 · Pion blanc sur case blanche c4 · Cavalier blanc sur case noire a3 · Pion blanc sur case noire c3 · Pion noir sur case blanche d3 · Dame noire sur case blanche a2 · Pion blanc sur case noire d2 · Cavalier blanc sur case blanche b1 | 6 |
| 5 | Pion noir sur case blanche b7 · Pion noir sur case noire b6 · Roi noir sur case noire a5 · Pion blanc sur case blanche b5 · Pion noir sur case noire c5 · Pion blanc sur case blanche f5 · Roi blanc sur case blanche h5 · Pion blanc sur case blanche c4 · Cavalier blanc sur case noire a3 · Pion blanc sur case noire c3 · Pion noir sur case blanche d3 · Dame noire sur case blanche a2 · Pion blanc sur case noire d2 · Cavalier blanc sur case blanche b1 | Pion noir sur case blanche b7 · Pion noir sur case noire b6 · Roi noir sur case noire a5 · Pion blanc sur case blanche b5 · Pion noir sur case noire c5 · Pion blanc sur case blanche f5 · Roi blanc sur case blanche h5 · Pion blanc sur case blanche c4 · Cavalier blanc sur case noire a3 · Pion blanc sur case noire c3 · Pion noir sur case blanche d3 · Dame noire sur case blanche a2 · Pion blanc sur case noire d2 · Cavalier blanc sur case blanche b1 | Pion noir sur case blanche b7 · Pion noir sur case noire b6 · Roi noir sur case noire a5 · Pion blanc sur case blanche b5 · Pion noir sur case noire c5 · Pion blanc sur case blanche f5 · Roi blanc sur case blanche h5 · Pion blanc sur case blanche c4 · Cavalier blanc sur case noire a3 · Pion blanc sur case noire c3 · Pion noir sur case blanche d3 · Dame noire sur case blanche a2 · Pion blanc sur case noire d2 · Cavalier blanc sur case blanche b1 | Pion noir sur case blanche b7 · Pion noir sur case noire b6 · Roi noir sur case noire a5 · Pion blanc sur case blanche b5 · Pion noir sur case noire c5 · Pion blanc sur case blanche f5 · Roi blanc sur case blanche h5 · Pion blanc sur case blanche c4 · Cavalier blanc sur case noire a3 · Pion blanc sur case noire c3 · Pion noir sur case blanche d3 · Dame noire sur case blanche a2 · Pion blanc sur case noire d2 · Cavalier blanc sur case blanche b1 | Pion noir sur case blanche b7 · Pion noir sur case noire b6 · Roi noir sur case noire a5 · Pion blanc sur case blanche b5 · Pion noir sur case noire c5 · Pion blanc sur case blanche f5 · Roi blanc sur case blanche h5 · Pion blanc sur case blanche c4 · Cavalier blanc sur case noire a3 · Pion blanc sur case noire c3 · Pion noir sur case blanche d3 · Dame noire sur case blanche a2 · Pion blanc sur case noire d2 · Cavalier blanc sur case blanche b1 | Pion noir sur case blanche b7 · Pion noir sur case noire b6 · Roi noir sur case noire a5 · Pion blanc sur case blanche b5 · Pion noir sur case noire c5 · Pion blanc sur case blanche f5 · Roi blanc sur case blanche h5 · Pion blanc sur case blanche c4 · Cavalier blanc sur case noire a3 · Pion blanc sur case noire c3 · Pion noir sur case blanche d3 · Dame noire sur case blanche a2 · Pion blanc sur case noire d2 · Cavalier blanc sur case blanche b1 | Pion noir sur case blanche b7 · Pion noir sur case noire b6 · Roi noir sur case noire a5 · Pion blanc sur case blanche b5 · Pion noir sur case noire c5 · Pion blanc sur case blanche f5 · Roi blanc sur case blanche h5 · Pion blanc sur case blanche c4 · Cavalier blanc sur case noire a3 · Pion blanc sur case noire c3 · Pion noir sur case blanche d3 · Dame noire sur case blanche a2 · Pion blanc sur case noire d2 · Cavalier blanc sur case blanche b1 | Pion noir sur case blanche b7 · Pion noir sur case noire b6 · Roi noir sur case noire a5 · Pion blanc sur case blanche b5 · Pion noir sur case noire c5 · Pion blanc sur case blanche f5 · Roi blanc sur case blanche h5 · Pion blanc sur case blanche c4 · Cavalier blanc sur case noire a3 · Pion blanc sur case noire c3 · Pion noir sur case blanche d3 · Dame noire sur case blanche a2 · Pion blanc sur case noire d2 · Cavalier blanc sur case blanche b1 | 5 |
| 4 | Pion noir sur case blanche b7 · Pion noir sur case noire b6 · Roi noir sur case noire a5 · Pion blanc sur case blanche b5 · Pion noir sur case noire c5 · Pion blanc sur case blanche f5 · Roi blanc sur case blanche h5 · Pion blanc sur case blanche c4 · Cavalier blanc sur case noire a3 · Pion blanc sur case noire c3 · Pion noir sur case blanche d3 · Dame noire sur case blanche a2 · Pion blanc sur case noire d2 · Cavalier blanc sur case blanche b1 | Pion noir sur case blanche b7 · Pion noir sur case noire b6 · Roi noir sur case noire a5 · Pion blanc sur case blanche b5 · Pion noir sur case noire c5 · Pion blanc sur case blanche f5 · Roi blanc sur case blanche h5 · Pion blanc sur case blanche c4 · Cavalier blanc sur case noire a3 · Pion blanc sur case noire c3 · Pion noir sur case blanche d3 · Dame noire sur case blanche a2 · Pion blanc sur case noire d2 · Cavalier blanc sur case blanche b1 | Pion noir sur case blanche b7 · Pion noir sur case noire b6 · Roi noir sur case noire a5 · Pion blanc sur case blanche b5 · Pion noir sur case noire c5 · Pion blanc sur case blanche f5 · Roi blanc sur case blanche h5 · Pion blanc sur case blanche c4 · Cavalier blanc sur case noire a3 · Pion blanc sur case noire c3 · Pion noir sur case blanche d3 · Dame noire sur case blanche a2 · Pion blanc sur case noire d2 · Cavalier blanc sur case blanche b1 | Pion noir sur case blanche b7 · Pion noir sur case noire b6 · Roi noir sur case noire a5 · Pion blanc sur case blanche b5 · Pion noir sur case noire c5 · Pion blanc sur case blanche f5 · Roi blanc sur case blanche h5 · Pion blanc sur case blanche c4 · Cavalier blanc sur case noire a3 · Pion blanc sur case noire c3 · Pion noir sur case blanche d3 · Dame noire sur case blanche a2 · Pion blanc sur case noire d2 · Cavalier blanc sur case blanche b1 | Pion noir sur case blanche b7 · Pion noir sur case noire b6 · Roi noir sur case noire a5 · Pion blanc sur case blanche b5 · Pion noir sur case noire c5 · Pion blanc sur case blanche f5 · Roi blanc sur case blanche h5 · Pion blanc sur case blanche c4 · Cavalier blanc sur case noire a3 · Pion blanc sur case noire c3 · Pion noir sur case blanche d3 · Dame noire sur case blanche a2 · Pion blanc sur case noire d2 · Cavalier blanc sur case blanche b1 | Pion noir sur case blanche b7 · Pion noir sur case noire b6 · Roi noir sur case noire a5 · Pion blanc sur case blanche b5 · Pion noir sur case noire c5 · Pion blanc sur case blanche f5 · Roi blanc sur case blanche h5 · Pion blanc sur case blanche c4 · Cavalier blanc sur case noire a3 · Pion blanc sur case noire c3 · Pion noir sur case blanche d3 · Dame noire sur case blanche a2 · Pion blanc sur case noire d2 · Cavalier blanc sur case blanche b1 | Pion noir sur case blanche b7 · Pion noir sur case noire b6 · Roi noir sur case noire a5 · Pion blanc sur case blanche b5 · Pion noir sur case noire c5 · Pion blanc sur case blanche f5 · Roi blanc sur case blanche h5 · Pion blanc sur case blanche c4 · Cavalier blanc sur case noire a3 · Pion blanc sur case noire c3 · Pion noir sur case blanche d3 · Dame noire sur case blanche a2 · Pion blanc sur case noire d2 · Cavalier blanc sur case blanche b1 | Pion noir sur case blanche b7 · Pion noir sur case noire b6 · Roi noir sur case noire a5 · Pion blanc sur case blanche b5 · Pion noir sur case noire c5 · Pion blanc sur case blanche f5 · Roi blanc sur case blanche h5 · Pion blanc sur case blanche c4 · Cavalier blanc sur case noire a3 · Pion blanc sur case noire c3 · Pion noir sur case blanche d3 · Dame noire sur case blanche a2 · Pion blanc sur case noire d2 · Cavalier blanc sur case blanche b1 | 4 |
| 3 | Pion noir sur case blanche b7 · Pion noir sur case noire b6 · Roi noir sur case noire a5 · Pion blanc sur case blanche b5 · Pion noir sur case noire c5 · Pion blanc sur case blanche f5 · Roi blanc sur case blanche h5 · Pion blanc sur case blanche c4 · Cavalier blanc sur case noire a3 · Pion blanc sur case noire c3 · Pion noir sur case blanche d3 · Dame noire sur case blanche a2 · Pion blanc sur case noire d2 · Cavalier blanc sur case blanche b1 | Pion noir sur case blanche b7 · Pion noir sur case noire b6 · Roi noir sur case noire a5 · Pion blanc sur case blanche b5 · Pion noir sur case noire c5 · Pion blanc sur case blanche f5 · Roi blanc sur case blanche h5 · Pion blanc sur case blanche c4 · Cavalier blanc sur case noire a3 · Pion blanc sur case noire c3 · Pion noir sur case blanche d3 · Dame noire sur case blanche a2 · Pion blanc sur case noire d2 · Cavalier blanc sur case blanche b1 | Pion noir sur case blanche b7 · Pion noir sur case noire b6 · Roi noir sur case noire a5 · Pion blanc sur case blanche b5 · Pion noir sur case noire c5 · Pion blanc sur case blanche f5 · Roi blanc sur case blanche h5 · Pion blanc sur case blanche c4 · Cavalier blanc sur case noire a3 · Pion blanc sur case noire c3 · Pion noir sur case blanche d3 · Dame noire sur case blanche a2 · Pion blanc sur case noire d2 · Cavalier blanc sur case blanche b1 | Pion noir sur case blanche b7 · Pion noir sur case noire b6 · Roi noir sur case noire a5 · Pion blanc sur case blanche b5 · Pion noir sur case noire c5 · Pion blanc sur case blanche f5 · Roi blanc sur case blanche h5 · Pion blanc sur case blanche c4 · Cavalier blanc sur case noire a3 · Pion blanc sur case noire c3 · Pion noir sur case blanche d3 · Dame noire sur case blanche a2 · Pion blanc sur case noire d2 · Cavalier blanc sur case blanche b1 | Pion noir sur case blanche b7 · Pion noir sur case noire b6 · Roi noir sur case noire a5 · Pion blanc sur case blanche b5 · Pion noir sur case noire c5 · Pion blanc sur case blanche f5 · Roi blanc sur case blanche h5 · Pion blanc sur case blanche c4 · Cavalier blanc sur case noire a3 · Pion blanc sur case noire c3 · Pion noir sur case blanche d3 · Dame noire sur case blanche a2 · Pion blanc sur case noire d2 · Cavalier blanc sur case blanche b1 | Pion noir sur case blanche b7 · Pion noir sur case noire b6 · Roi noir sur case noire a5 · Pion blanc sur case blanche b5 · Pion noir sur case noire c5 · Pion blanc sur case blanche f5 · Roi blanc sur case blanche h5 · Pion blanc sur case blanche c4 · Cavalier blanc sur case noire a3 · Pion blanc sur case noire c3 · Pion noir sur case blanche d3 · Dame noire sur case blanche a2 · Pion blanc sur case noire d2 · Cavalier blanc sur case blanche b1 | Pion noir sur case blanche b7 · Pion noir sur case noire b6 · Roi noir sur case noire a5 · Pion blanc sur case blanche b5 · Pion noir sur case noire c5 · Pion blanc sur case blanche f5 · Roi blanc sur case blanche h5 · Pion blanc sur case blanche c4 · Cavalier blanc sur case noire a3 · Pion blanc sur case noire c3 · Pion noir sur case blanche d3 · Dame noire sur case blanche a2 · Pion blanc sur case noire d2 · Cavalier blanc sur case blanche b1 | Pion noir sur case blanche b7 · Pion noir sur case noire b6 · Roi noir sur case noire a5 · Pion blanc sur case blanche b5 · Pion noir sur case noire c5 · Pion blanc sur case blanche f5 · Roi blanc sur case blanche h5 · Pion blanc sur case blanche c4 · Cavalier blanc sur case noire a3 · Pion blanc sur case noire c3 · Pion noir sur case blanche d3 · Dame noire sur case blanche a2 · Pion blanc sur case noire d2 · Cavalier blanc sur case blanche b1 | 3 |
| 2 | Pion noir sur case blanche b7 · Pion noir sur case noire b6 · Roi noir sur case noire a5 · Pion blanc sur case blanche b5 · Pion noir sur case noire c5 · Pion blanc sur case blanche f5 · Roi blanc sur case blanche h5 · Pion blanc sur case blanche c4 · Cavalier blanc sur case noire a3 · Pion blanc sur case noire c3 · Pion noir sur case blanche d3 · Dame noire sur case blanche a2 · Pion blanc sur case noire d2 · Cavalier blanc sur case blanche b1 | Pion noir sur case blanche b7 · Pion noir sur case noire b6 · Roi noir sur case noire a5 · Pion blanc sur case blanche b5 · Pion noir sur case noire c5 · Pion blanc sur case blanche f5 · Roi blanc sur case blanche h5 · Pion blanc sur case blanche c4 · Cavalier blanc sur case noire a3 · Pion blanc sur case noire c3 · Pion noir sur case blanche d3 · Dame noire sur case blanche a2 · Pion blanc sur case noire d2 · Cavalier blanc sur case blanche b1 | Pion noir sur case blanche b7 · Pion noir sur case noire b6 · Roi noir sur case noire a5 · Pion blanc sur case blanche b5 · Pion noir sur case noire c5 · Pion blanc sur case blanche f5 · Roi blanc sur case blanche h5 · Pion blanc sur case blanche c4 · Cavalier blanc sur case noire a3 · Pion blanc sur case noire c3 · Pion noir sur case blanche d3 · Dame noire sur case blanche a2 · Pion blanc sur case noire d2 · Cavalier blanc sur case blanche b1 | Pion noir sur case blanche b7 · Pion noir sur case noire b6 · Roi noir sur case noire a5 · Pion blanc sur case blanche b5 · Pion noir sur case noire c5 · Pion blanc sur case blanche f5 · Roi blanc sur case blanche h5 · Pion blanc sur case blanche c4 · Cavalier blanc sur case noire a3 · Pion blanc sur case noire c3 · Pion noir sur case blanche d3 · Dame noire sur case blanche a2 · Pion blanc sur case noire d2 · Cavalier blanc sur case blanche b1 | Pion noir sur case blanche b7 · Pion noir sur case noire b6 · Roi noir sur case noire a5 · Pion blanc sur case blanche b5 · Pion noir sur case noire c5 · Pion blanc sur case blanche f5 · Roi blanc sur case blanche h5 · Pion blanc sur case blanche c4 · Cavalier blanc sur case noire a3 · Pion blanc sur case noire c3 · Pion noir sur case blanche d3 · Dame noire sur case blanche a2 · Pion blanc sur case noire d2 · Cavalier blanc sur case blanche b1 | Pion noir sur case blanche b7 · Pion noir sur case noire b6 · Roi noir sur case noire a5 · Pion blanc sur case blanche b5 · Pion noir sur case noire c5 · Pion blanc sur case blanche f5 · Roi blanc sur case blanche h5 · Pion blanc sur case blanche c4 · Cavalier blanc sur case noire a3 · Pion blanc sur case noire c3 · Pion noir sur case blanche d3 · Dame noire sur case blanche a2 · Pion blanc sur case noire d2 · Cavalier blanc sur case blanche b1 | Pion noir sur case blanche b7 · Pion noir sur case noire b6 · Roi noir sur case noire a5 · Pion blanc sur case blanche b5 · Pion noir sur case noire c5 · Pion blanc sur case blanche f5 · Roi blanc sur case blanche h5 · Pion blanc sur case blanche c4 · Cavalier blanc sur case noire a3 · Pion blanc sur case noire c3 · Pion noir sur case blanche d3 · Dame noire sur case blanche a2 · Pion blanc sur case noire d2 · Cavalier blanc sur case blanche b1 | Pion noir sur case blanche b7 · Pion noir sur case noire b6 · Roi noir sur case noire a5 · Pion blanc sur case blanche b5 · Pion noir sur case noire c5 · Pion blanc sur case blanche f5 · Roi blanc sur case blanche h5 · Pion blanc sur case blanche c4 · Cavalier blanc sur case noire a3 · Pion blanc sur case noire c3 · Pion noir sur case blanche d3 · Dame noire sur case blanche a2 · Pion blanc sur case noire d2 · Cavalier blanc sur case blanche b1 | 2 |
| 1 | Pion noir sur case blanche b7 · Pion noir sur case noire b6 · Roi noir sur case noire a5 · Pion blanc sur case blanche b5 · Pion noir sur case noire c5 · Pion blanc sur case blanche f5 · Roi blanc sur case blanche h5 · Pion blanc sur case blanche c4 · Cavalier blanc sur case noire a3 · Pion blanc sur case noire c3 · Pion noir sur case blanche d3 · Dame noire sur case blanche a2 · Pion blanc sur case noire d2 · Cavalier blanc sur case blanche b1 | Pion noir sur case blanche b7 · Pion noir sur case noire b6 · Roi noir sur case noire a5 · Pion blanc sur case blanche b5 · Pion noir sur case noire c5 · Pion blanc sur case blanche f5 · Roi blanc sur case blanche h5 · Pion blanc sur case blanche c4 · Cavalier blanc sur case noire a3 · Pion blanc sur case noire c3 · Pion noir sur case blanche d3 · Dame noire sur case blanche a2 · Pion blanc sur case noire d2 · Cavalier blanc sur case blanche b1 | Pion noir sur case blanche b7 · Pion noir sur case noire b6 · Roi noir sur case noire a5 · Pion blanc sur case blanche b5 · Pion noir sur case noire c5 · Pion blanc sur case blanche f5 · Roi blanc sur case blanche h5 · Pion blanc sur case blanche c4 · Cavalier blanc sur case noire a3 · Pion blanc sur case noire c3 · Pion noir sur case blanche d3 · Dame noire sur case blanche a2 · Pion blanc sur case noire d2 · Cavalier blanc sur case blanche b1 | Pion noir sur case blanche b7 · Pion noir sur case noire b6 · Roi noir sur case noire a5 · Pion blanc sur case blanche b5 · Pion noir sur case noire c5 · Pion blanc sur case blanche f5 · Roi blanc sur case blanche h5 · Pion blanc sur case blanche c4 · Cavalier blanc sur case noire a3 · Pion blanc sur case noire c3 · Pion noir sur case blanche d3 · Dame noire sur case blanche a2 · Pion blanc sur case noire d2 · Cavalier blanc sur case blanche b1 | Pion noir sur case blanche b7 · Pion noir sur case noire b6 · Roi noir sur case noire a5 · Pion blanc sur case blanche b5 · Pion noir sur case noire c5 · Pion blanc sur case blanche f5 · Roi blanc sur case blanche h5 · Pion blanc sur case blanche c4 · Cavalier blanc sur case noire a3 · Pion blanc sur case noire c3 · Pion noir sur case blanche d3 · Dame noire sur case blanche a2 · Pion blanc sur case noire d2 · Cavalier blanc sur case blanche b1 | Pion noir sur case blanche b7 · Pion noir sur case noire b6 · Roi noir sur case noire a5 · Pion blanc sur case blanche b5 · Pion noir sur case noire c5 · Pion blanc sur case blanche f5 · Roi blanc sur case blanche h5 · Pion blanc sur case blanche c4 · Cavalier blanc sur case noire a3 · Pion blanc sur case noire c3 · Pion noir sur case blanche d3 · Dame noire sur case blanche a2 · Pion blanc sur case noire d2 · Cavalier blanc sur case blanche b1 | Pion noir sur case blanche b7 · Pion noir sur case noire b6 · Roi noir sur case noire a5 · Pion blanc sur case blanche b5 · Pion noir sur case noire c5 · Pion blanc sur case blanche f5 · Roi blanc sur case blanche h5 · Pion blanc sur case blanche c4 · Cavalier blanc sur case noire a3 · Pion blanc sur case noire c3 · Pion noir sur case blanche d3 · Dame noire sur case blanche a2 · Pion blanc sur case noire d2 · Cavalier blanc sur case blanche b1 | Pion noir sur case blanche b7 · Pion noir sur case noire b6 · Roi noir sur case noire a5 · Pion blanc sur case blanche b5 · Pion noir sur case noire c5 · Pion blanc sur case blanche f5 · Roi blanc sur case blanche h5 · Pion blanc sur case blanche c4 · Cavalier blanc sur case noire a3 · Pion blanc sur case noire c3 · Pion noir sur case blanche d3 · Dame noire sur case blanche a2 · Pion blanc sur case noire d2 · Cavalier blanc sur case blanche b1 | 1 |
|   | a | b | c | d | e | f | g | h |   |

La dame et le roi noirs peuvent quitter la zone inférieure gauche en via les cases b3 et d1, mais pas les deux cavaliers blancs. Cependant le cavalier blanc en a3 peut bouger, ce qui empêche Blanc d'obtenir un pat et toutes les pièces blanches sont protégées, ce qui empêche Noir d'en capturer. La seule chance qu'a blanc de faire nulle est de menacer la promotion du pion blanc en f8 ; Noir peut empêcher cette promotion grâce à sa dame le temps que le roi arrive en soutien (c'est un cas classique de finale roi et dame contre roi et pion (en) ) mais Blanc peut faire en sorte que l'arrivée du roi permettant la capture du pion blanc prenne 53 coups. En commençant par jouer 
1. f6! Db3
2. f7! Dd1
Noir n'arrivera pas à forcer le gain avant l'application de la règle des 50 coups. En revanche, Blanc perd s'il joue son roi lors des deux premiers coups, car alors les mouvements de pion ultérieurs font que moins de 50 coups se seront écoulés sans mouvement de pion ni capture à l'arrivée du roi noir.

## Historique
La règle a une longue histoire, introduite par Ruy López dans son livre de 1561. À une certaine époque, on pensait que toutes les parties qui pouvaient être gagnées pouvaient l'être sans que la règle soit un obstacle. Cependant, au cours du XXe siècle, quelques exceptions furent identifiées, notamment par Alekseï Troïtski dans son analyse de la finale avec deux cavaliers contre un pion (en) ainsi que dans tour et fou contre tour. La règle du jeu a été modifiée à plusieurs reprises pour permettre des exceptions dans des situations particulières. Autrefois, la règle s'appliquait en tournoi, mais pas en match.
Pendant cette période où la règle admettait des exceptions, il y eut quelques variations. En 1928, la FIDE édicta une règle indiquant que 132 coups étaient permis dans la finale tour et fou contre tour, soit le double de ce que l'on pensait alors nécessaire pour aboutir à la victoire, soit 66 coups (des études ultérieures ont montré qu'en réalité, seuls 59 coups sont nécessaires). En 1952, la FIDE modifie la règle, obligeant les deux joueurs à s'accorder sur cette extension avant le début de la partie.
À un certain moment, la règle fut modifiée pour permettre 100 coups dans de telles positions. D'autres positions où 50 coups n'étaient pas suffisants furent identifiées. La FIDE inclut les finales suivantes :
1. dame contre deux fous
2. dame contre deux cavaliers
3. deux fous contre un cavalier
4. deux cavaliers contre pion attardé (en)
5. tour et fou contre tour (en)
6. dame et pion sur la 7e rangée contre une dame.

La règle des 100 coups resta en vigueur pendant quelques années, puis fut remplacée par 75 coups en 1988.
Une des premières table de finale réalisée par Ken Thompson montra que certaines positions de la finale tour et fou contre tour pouvaient être gagnées, mais demandaient 59 coups. La FIDE permit alors 100 coups pour cette finale, puis la règle passa à 75 coups et enfin à 50 coups,,. Les travaux de Thompson au cours des années 1980 avec Belle permirent de découvrir de nombreuses finales gagnantes en plus de 50 coups. Cependant, certaines impliquaient des coups apparemment incompréhensibles qui défiaient la compréhension humaine du jeu, et des positions extrêmement improbables en pratique. En plus de leur caractère contre-intuitif, ces finales étaient inaccessibles même aux meilleurs des joueurs, incapables de trouver des suites de 100 coups théoriquement parfaits sans stratégie sous-jacente compréhensible. En 1992, les exceptions sont donc abolies en faveur d'une limite uniforme de 50 coups.
La recherche dans le domaine des finales s'est poursuivie. La capacité de calcul des ordinateurs s'étant accrue, il est devenu possible de déterminer le jeu parfait avec un nombre de pièces restreint par l'analyse exhaustive de toutes les positions possibles. En 2008, la finale gagnante la plus longue est de 517 coups (avec le meilleur jeu de part et d'autre) sans prise de pièce ni poussée de pion, dans une finale dame et cavalier contre tour, fou et cavalier.
De nombreuses parties qui détiennent des records de longueur impliquent une finale tour et fou contre tour, alors que la règle de l'extension était encore en vigueur.